# Дороти Дин
До́роти Дин (англ. Dorothy Dene) — сценический псевдоним, под которым получила широкую известность А́да Элис Пулле́н (англ. Ada Alice Pullen, 11 апреля 1859, Ламбет, Лондон, Соединённое Королевство Великобритании и Ирландии — 27 января (или 27 декабря) 1899 года, Западный Кенсингтон, Лондон, Соединённое Королевство Великобритании и Ирландии) — британская натурщица, позировавшая многим художникам и крупным деятелям фотоискусства, также известная как актриса драматического театра. В юности позировала Фредерику Лейтону, Эдварду Коли Бёрн-Джонсу, Луизе Старр Канциани, Джорджу Фредерику Уоттсу, Джону Эверетту Милле, Валентину Принсепу, Герберту Густаву Шмальцу, Генри Холидею. Длительное время её связывали близкие отношения с крупным художником-академистом Фредериком Лейтоном. По предположению искусствоведов, Дороти Дин могла послужить прототипом для Элизы Дулитл — персонажа пьесы Джорджа Бернарда Шоу «Пигмалион». Куратор Государственной художественной коллекции Великобритании Филиппа Мартин утверждала, что Дороти была обладателем уникального статуса единственной получившей известность «обнажённой модели викторианской знаменитости».
Судьба Дороти Дин привлекла внимание ряда крупных изданий, ей посвящён большой раздел в вышедшем в 2001 году в Великобритании справочнике, который содержит биографии моделей. Взаимоотношениям натурщицы с британским художником-академистом Фредериком Лейтоном посвящены значительные разделы в его биографиях. Дороти Дин стала главной героиней романа нидерландской писательницы Анны А. Рос «Суррогат», вышедшего в издательстве Studio WoordenStorm в 2018 году. В 2019 году была издана книга израильских журналистов Эйлат Негев и Йегуды Корена «Пылающая Дин», посвящённая актрисе и модели. Книга была представлена авторами на Оксфордском литературном фестивале. Она рассказывает об отношениях Фредерика Лейтона и его модели, взглядах художника на брак и его предполагаемой сексуальной ориентации, а также о смерти актрисы при неясных обстоятельствах.

## Биография
Дом, в котором жила Дороти Дин в 1881—1887 годах
Долгое время считалось, что Ада Элис Пуллен родилась в районе Нью-Кросс в Лондоне 11 апреля 1859 года в многодетной семье. По другой версии, местом её рождения являлся столичный район Клэпхэм. Член Клэпхэмского краеведческого общества Дэвид Перкин по архивным документам уточнил место рождения будущей модели и актрисы и назвал им лондонский боро Ламбет. Ада Элис происходила из «рабочей семьи» (англ. «working-class family»)) — она была вторым ребёнком из десяти детей инженера (по другой версии, механика) Авраама Пуллена и его жены Сары, урождённой Игл. Перкин установил, что Сара Игл приехала в Южный Лондон из небольшого города Дарема на северо-востоке Англии и поселилась в семье пролетарского происхождения (отец-столяр с двумя сыновьями, уже получившими образование в качестве инженеров) с перспективой вступления в выгодный брак. Семья её будущего мужа была относительно обеспеченной и, по меркам своего времени, респектабельной. После вступления в брак Авраам и Сара Пуллены несколько раз переезжали в пределах Ламбета, что было связано с быстрым расширением семьи. Рядом находился викторианский, построенный в 1850-х годах в стиле неоготики, храм, а при нём новая национальная школа, созданная англиканской церковью, где, предположительно, получали образование дети Пулленов.
Авторы книги о модели Эйлат Негев и Йегуда Корен подчёркивали, что Дин никогда не была «лишь мятым капустным листом» (в пьесе: англ. «Oh, I'm only a squashed cabbage leaf»), как описал свою Элизу Джордж Бернард Шоу. Это мнение о своей героине они считают ошибкой. Они описывали её родителей как «гениального» инженера по паровым двигателям и «чрезвычайно интеллектуальную» бывшую горничную. Родители будущей модели много внимания уделяли образованию девочки и поощряли её интерес к искусству (включая выучивание произведений Уильяма Шекспира наизусть).
Счастливое детство девочки закончилось, когда отец в 1876 году потерял работу. Из мемуаров Эмили Изабель Баррингтон известно, что после этого в семье Пулленов сложилась критическая ситуация. В 1877 году родился десятый ребёнок, Сэмюэл, но Сара Пуллен серьёзно повредила позвоночник и стала беспомощным инвалидом. В том же году её дочь Дороти, которой было 8 лет, умерла от кори. В 1878 году Авраам Пуллен был объявлен банкротом, покинул семью и больше никогда в неё не вернулся. Мать и её девять оставшихся детей в возрасте от одного до 20 лет оказались в тесной квартирке в Детфорде. В 1881 году Сара Пуллен скончалась. Один из её сыновей — Генри, которому в это время исполнилось бы 19 лет, — больше не упоминается в документах.

### Ада Элис — натурщица и актриса
Когда отец бросил семью, а мать серьёзно заболела, Ада Элис стала работать натурщицей для студийного кооператива в престижном административном округе Лондона — Кенсингтоне. Это оставляло свободное время, чтобы ухаживать за младшими братьями и сёстрами, и приносило достаточные деньги, чтобы помочь старшему брату Томасу содержать младших детей. Негев и Корен утверждают, что двое старших братьев девушки уже имели дипломы инженеров и работали по специальности. Ада записала во время переписи 1881 года, что изучает изобразительное искусство, но, по предположению Перкина, она лишь училась смешивать краски и изучала основы перспективы в процессе работы моделью. Мемуаристка Эмили Баррингтон описывала её в своих воспоминаниях о Лейтоне как «юную девушку с прекрасным белым лицом, одетую в глубокий чёрный цвет». Современница модели Генриетта Коркран отмечала её «красивые карие глаза с длинными изогнутыми ресницами, изящно выточенные черты лица и венец из светло-золотистых волос». В Театральном музее в Лондоне находятся несколько её ранних фотографий, на которых Ада Элис застенчиво смотрит сквозь ресницы (в современной Англии такой взгляд называется взглядом принцессы Дианы). Австралийская газета позже с восторгом описывала внешность натурщицы:

Мисс Дин — такой прекрасный образец греческой красоты, какой только можно найти в наши дни. Каждая линия её лица и фигуры в высшей степени классическая. Она немного выше среднего роста, у неё длинные, гибкие конечности и весьма выраженный бюст. Её волосы вьющиеся и золотые, а её блестящие глаза имеют фиолетовый оттенок. В дополнение ко всем этим чарам, она, как говорят, обладает самой красивой кожей среди женщин в Европе.— Идеал мастера. The Inquirer and Commercial News, 4 июня 1897, с. 14
Большое описание внешности Дороти Дин оставила в своих воспоминаниях о Джордже Фредерике Уоттсе Эмили Баррингтон, которая сама использовала её как натурщицу для собственных этюдов:

В случае с Дороти Дин я работала с ней некоторое время, прежде чем её стал писать Уоттс. Её цвет кожи был исключительным и я тщетно пыталась передать его. Мутная бледность с намёком на некий прекрасный розовый цвет, похожий на перламутр, но так слабо выраженный, что было трудно локализовать его в очень ровной текстуре поверхности. Казалось, что он находится под кожей, подобно тому, как цвет лежит под гладкой поверхностью внутри раковины. Лейтон, который так много работал с этой моделью [впоследствии] и попросил меня предоставить ему её в качестве натурщицы, хорошо знал, что не сумел передать именно эту фактуру и цвет. Он многое другое получил от Дороти Дин в области мимики и жеста, и для этого он главным образом её использовал, но в отношении внешнего сходства он всегда утверждал, что не был удовлетворён результатом. Никакая другая модель не была ему настолько мучительно трудной для изображения.— Эмили Изабель Баррингтон. Дж. Ф. Уоттс: Воспоминания
Во время одного из сеансов Ада Элис Пуллен познакомилась с художником Фредериком Лейтоном, к тому времени уже ставшим президентом Королевской академии художеств, офицером Ордена Почётного легиона и рыцарем-бакалавром. Их встреча произошла зимой 1879 года в роскошной студии художника, расположенной в Кенсингтоне, в районе Холланд Парк. Лейтону было 48 лет, а его натурщице — 20. Девушку нашла Эмили Изабель Баррингтон, соседка и биограф Лейтона, которая увидела Аду Элис Пуллен входящей в студию художницы Луизы Старр Канциани, расположенную как раз напротив дома Лейтона. Эмили Баррингтон описала юную модель как «видение красоты» (англ. «a vision of beauty»), по её рекомендации Лейтон пригласил девушку позировать. Отношения художника и его натурщицы быстро переросли в тесную личную дружбу и длительное творческое сотрудничество. По мнению британского исследователя истории театра, их отношения были основаны со стороны Лейтона — на отцовском желании «защитить и направить юную протеже», а со стороны девушки — «на глубокой привязанности, уважении и благодарности». Лейтон помог девушке изучить актёрское мастерство и начать сценическую карьеру, именно он придумал для неё псевдоним Дороти Дин. По версии биографов Лейтона Леоне и Роберты Ормондов, Ада Элис Пуллан сама выбрала себе имя Дороти в честь рано умершей сестры.
Актёрская карьера Дороти пошла на убыль с середины 1890-х годов. Дороти Дин заболела перитонитом в 1898 году и умерла от него 27 января 1899 года в спальне собственной квартиры в престижном лондонском районе Авонмор Гарденс. Лондонская газета «Эра» писала о смерти модели в эти дни: «Её очень любили, и о ней будут скучать все, кто её знал». Дороти была похоронена на кладбище Кенсал-Грин.

## Театральная карьера

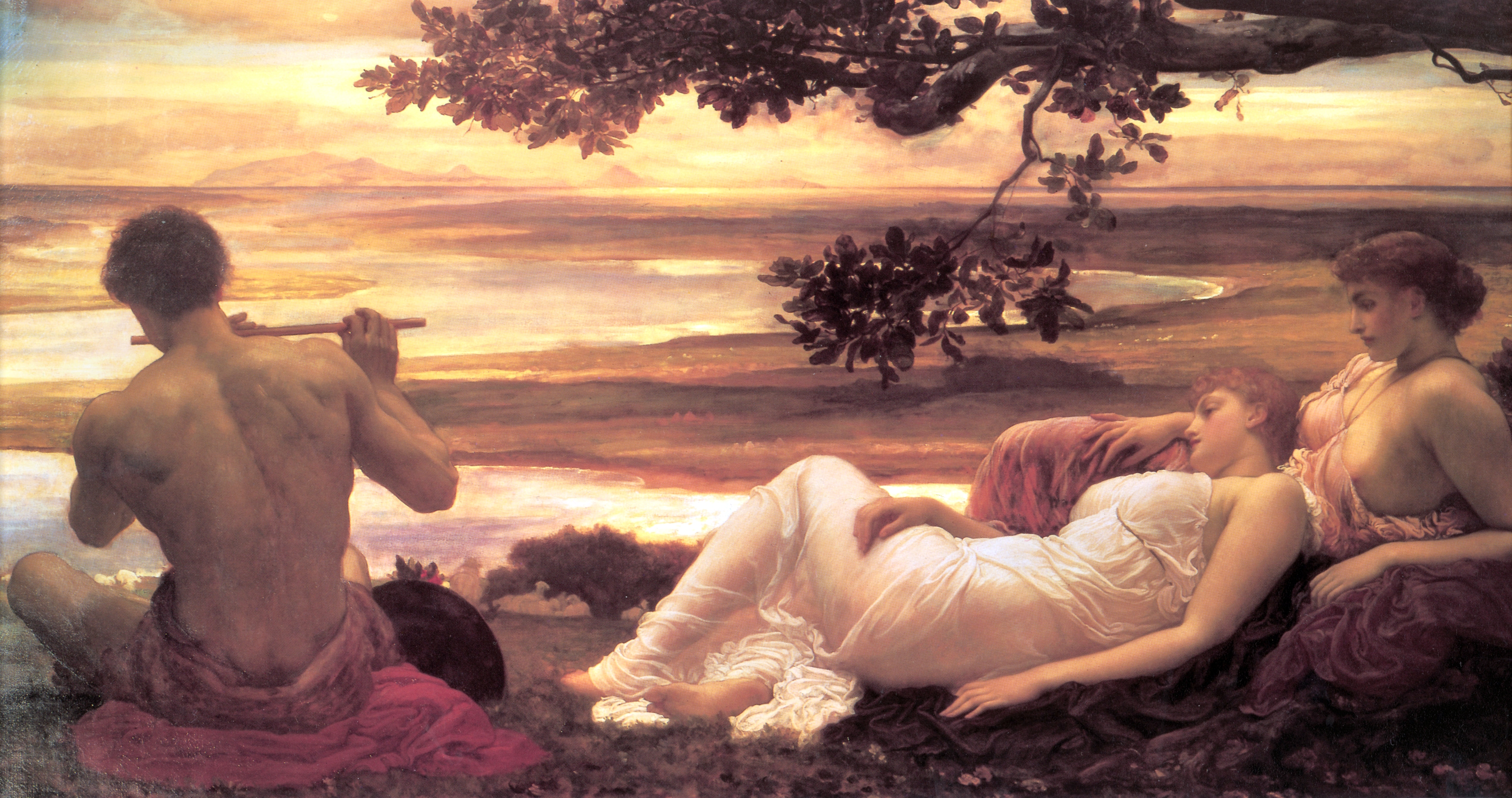
Фредерик Лейтон. Идиллия, 1880—1881

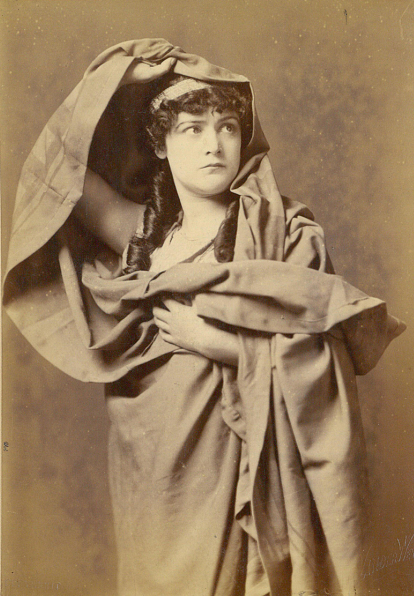
Генри ван дер Вейде. Дороти Дин в роли Кассандры, 1886

Ада Элис Пуллен признавалась в том, что готовилась к театральной карьере с раннего возраста и рассчитывала на помощь Лейтона. Куратор Государственной художественной коллекции Великобритании (GAC) Филиппа Мартин считала, что натурщица окончательно приняла решение посвятить себя театру, когда позировала для картины Лейтона «Идиллия» (англ. «Idyll», 1880—1881, холст, масло, 104,1 × 212,1 см, частная коллекция в США, Ада Элис изображена на переднем плане) вместе с начинающей театральной актрисой Лилли Лэнгтри — в будущем светской львицей, получившей широкую известность не только ролями на сцене, но и любовными историями с британскими аристократами. Мартин предполагала, что и свой псевдоним Пуллан сконструировала по образцу Лилли.
Первоначальная реакция художника не была обнадёживающей: Лейтон объяснил девушке, что у неё сильный акцент кокни, неприемлемый для актрисы. Тем не менее Лейтон помог девушке изучить актёрское мастерство, приобрести правильное произношение и начать сценическую карьеру: он придумал для неё сценический псевдоним Дороти Дин и организовал занятия у миссис Даллас Джинн и миссис Чиппендейл, благодаря которым она освоила технику актёрской игры. Латиноамериканский искусствовед Перес д’Орс утверждал, что ранние изображения Лейтоном Ады Элис уже предвещали её будущие театральные роли, которые в итоге сделали Дороти знаменитой. Филиппа Мартин писала, что к возвращению Дин из гастролей по провинции в июне 1885 года, Лейтон специально закончил «Безмятежное блуждание в трансе трезвой мысли» (англ. «Serenely Wandering in a Trance of Sober Thought», 1885, местонахождение неизвестно) и представил эту картину в Королевской академии, чтобы помочь карьере своей натурщицы. На серии фотографий, которые получили тогда широкое распространение, Дин представала в тех же шляпе и платье, что и на картине. Когда один журналист сообщил, что моделью для полотна была якобы некая «мисс Андерсон», Лейтон написал в газету письмо с опровержением.

### Дебют на театральной сцене
Дороти Дин дебютировала в феврале 1884 года в лондонском Олимпийском театре в «Школе злословия» Ричарда Бринсли Шеридана. По версии Дэвида Перкина, её дебют на лондонской сцене состоялся в Театре принца Уэльского 22 июня 1885 года, где она появилась в постановке костюмной пьесы Теодора де Банвиля «Грегуар» в роли Луизы. Лейтон присутствовал с друзьями в зале во время представления и записал на следующий день: «Бедная Дороти была парализована вчера страхом, но я надеюсь, что умные люди учли это». Затем последовали успешные гастроли по провинции, во время которых актриса писала Лейтону: «Не бойтесь, что я позволю всем этим похвалам вскружить мне голову… Если я и стану чем-то в будущем, то я обязана Вам всем самым лучшим».

### Актёрская карьера в середине 80-х — 90-е годы
В 1886 году Дороти Дин добилась признания на лондонской сцене в роли Кассандры в постановке трагедии Эсхила в новом переводе профессора Уэйра. Только её газета The Daily Telegraph от 14 мая 1886 года отметила в спектакле, который подвергся резкой критике в британской прессе. Во время представления счастливый от её успеха «вездесущий сэр Фредерик Лейтон сиял, как своего рода возвышающийся над всеми гений классицизма», — отмечал корреспондент. Газеты писали: «Молодая леди… не была ни в малейшей степени смущена, она, кроме того, показала в единственной своей декламационной сцене, что обладает значительным драматическим талантом», «Она вложила жизнь и силу в пленницу-пророчицу, отбросив в сторону современную манеру [актёрской игры], и показала нам трагедию, как следует поступать, и поэзию, как следует говорить. Восхищённая публика, освобождённая из тюремного заключения [скучного спектакля], вспыхнула, как школьники… Мисс Дороти Дин наэлектризовала её своим драматическим пророчеством».
Успешное выступление позволило Дороти закрепить за собой роли в спектаклях «Школа злословия» Ричарда Бринсли Шеридана и «Благородный бродяга» Генри Артура Джонса. Она также выступала в пьесах Уильяма Шекспира и Оскара Уайльда. В 1890 году Дороти Дин даже выступила в театре «Глобус» в шекспировском «Сне в летнюю ночь» в роли Елены. Искусствовед Джеймс Блер сочинил в расчёте на исполнение сёстрами Дин одноактную комедию «Шестнадцать — не предел», которая была поставлена в 1892 году. Во время переписи 1891 года Дороти Дин указала своим родом занятий профессию актрисы, также поступила и её сестра Хетти. Две другие сестры, которые были моделями, указали себя как девушек без занятий. Газета Los Angeles Herald в некрологе Дороти Дин упоминала успешные гастроли актрисы в США в 1892 (в сентябре этого года Дин успела выступить в Нью-Йорке только в трёх постановках, после чего вынуждена была прервать гастроли из-за плохого состояния здоровья) и 1893 годах (австралийская газета, напротив, сообщала об очень скромном успехе этих гастролей).
Лейтон всячески (в том числе финансово) поддерживал актёрскую карьеру Дороти Дин, хвалил её выступления, побуждал друзей посещать её спектакли и лоббировал драматургов и продюсеров, предоставлявших ей роли. Тем не менее, несмотря на его влияние и поддержку, Дороти Дин была лишь умеренно успешной как актриса, её карьера завершилась менее чем через десятилетие после начала. Эмили Баррингтон, хорошо знавшая Дин, писала: «К сожалению, Дороти, несмотря на драматический дар, упорство и интеллект, не хватало очарования на сцене». Лейтон в шутку называл её «маленький волчок» или, когда она носила большую шляпу, то — «гриб».
Другое мнение о карьере Дин высказала американская газета Los Angeles Herald: «на момент её смерти она считалась одной из самых популярных актрис в Англии».

## Личная жизнь

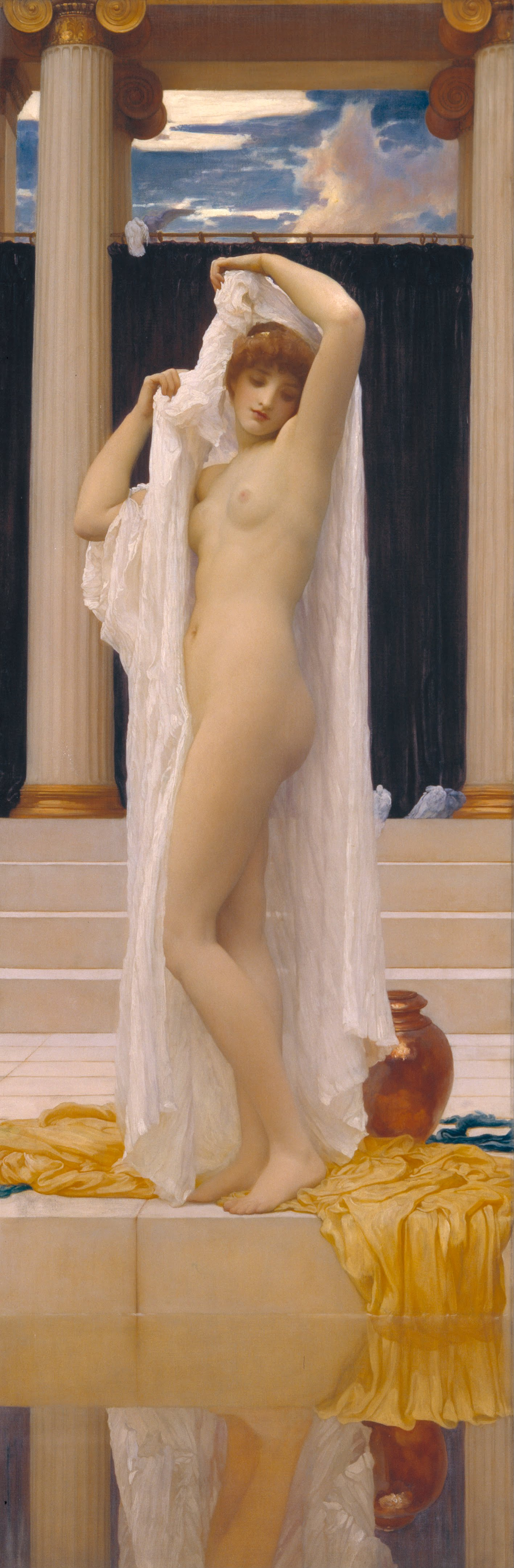
Купание Психеи, до 1890, Британская галерея Тейт

Различия в возрасте и социальном статусе между Лейтоном и его моделью, их тесное сотрудничество и дружба вызвали у современников художника предположения о более интимном характере их отношений. Лейтон, однако, по словам автора биографического очерка в словаре-справочнике натурщиц, категорически отрицал слухи о каких-либо плотских связях с Дороти. Той же точки зрения придерживается автор монографии о художнике, вышедшей в 2017 году, которая, цитируя самого Лейтона, писала, что он находил среди сестёр Пуллен лишь «утешение». По её мнению, нет никаких документальных доказательств того, что они были любовниками. Напротив, автор статьи в британской газете утверждала, что «Лейтон, несомненно, открыто появлялся в компании Дин и всячески поддерживал её», а когда начали распространяться слухи об их связи, то, хотя Лейтон сам публично не отрицал обвинения, но примерно в это же время он писал своим сёстрам и просил их «опровергнуть эти слухи». Об этом факте пишет и Баррингтон в своих мемуарах.
Современники отмечали щедрую натуру Фредерика Лейтона, который, при этом, не позволял никому проникать в свою личную жизнь. Как сказал один из его друзей художник Уильям Пауэлл Фрайт: «Я знаком с Лейтоном уже 30 лет и пока не знаю его».

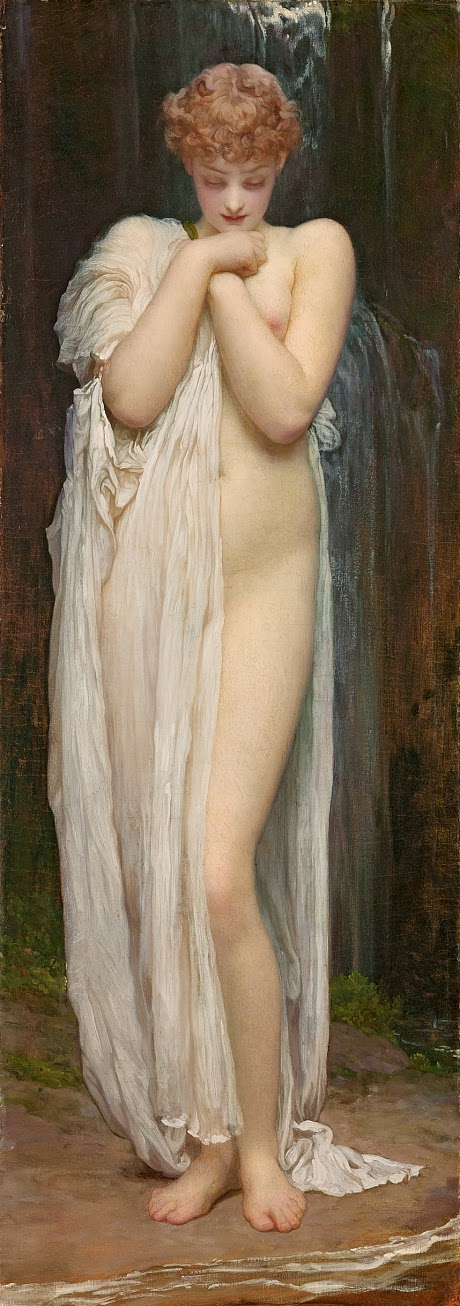
Дороти Дин на картине «Кренея», 1880, холст, масло, 76,8 × 27,2 см, коллекция Переса Симона, Мехико

Дороти Дин переехала в квартиру в Авонмор-Гарденс в Западном Кенсингтонe, которая была расположена вблизи дома Лейтона. До 1890 года Дин всё ещё жила со своими братьями и сёстрами в Клэпхеме. По мнению Филиппы Мартин, причиной для переезда семьи в недавно построенную квартиру (по адресу 10 Avonmore Mansions) могла послужить анемия, которая мучала девушку. Интерьер её квартиры перекликался с мастерской Лейтона, что для современников означало непосредственное участие художника в её оформлении. Дин была частым гостем в его доме, где у моделей была собственная лестница, ведущая в комнату, обогреваемую камином, там они снимали одежду и позировали художнику.
Британский искусствовед Филиппа Мартин писала о совместном пребывании Лейтона и его модели в Италии и предполагала, что ряд портретных фотографий Дороти Дин были сделаны в Сиене. В это время натурщица была охарактеризована в одном из писем как «чувственная и колючая Трагическая Муза» (последние слова Мартин поставила в заголовок своей статьи о судьбе Дороти Дин). Газеты неоднократно сообщали о помолвке Лейтона и его модели. Филиппа Мартин, использовавшая письма итальянского художника Джованни Коста, близкого друга Лейтона (некоторые историки искусства до последнего времени считали, что Лейтон был гомосексуалом, — его друг Джованни Коста был единственным гостем, остававшимся у него на ночь, другие полагали, что художник был вообще равнодушен к сексу), наткнулась на множество указаний на «жену» Лейтона. Коста писал другому английскому художнику, Джорджу Хоуарду, 9-му графу Карлайлу, что Лейтон был в Галерее Гросвенор, где он часто выставлялся в Лондоне, «без своей жены». В другом случае он сообщал, что должен был посетить Лейтона, но «его жена держит гостиную закрытой для нас». «Я думаю, что нам, в XXI веке, трудно понять, насколько проблематично было для члена Королевской академии, общавшегося с членами королевской семьи, иметь отношения с кем-то, кто вырос в бедности, у кого не было образования и был сильный акцент кокни», — утверждала журналистка Люси Дэвис, анализируя данные Филиппы Мартин. «Конечно, он молчал [о близких отношениях с Дин]… но, по моему мнению, другого объяснения нет», — делала она вывод. В 80-е годы в прессе появились сообщения о том, что Лейтона «видели в [театральном] зале во время многих её выступлений громко аплодирующим». Американская и австралийская пресса напечатали репортаж лондонского корреспондента, в котором говорилось, что Лейтон «поклоняется почве, по которой она ступает» и «безумно влюблён». Филиппа Мартин предполагала незаурядную смелость или некоторую наивность Дороти Дин по меркам викторианской Англии: она позировала обнажённой, не была замужем, появлялась в общественных местах в сопровождении пожилого поклонника, который открыто протежировал ей.
К 48 годам не состоящий в браке Лейтон, по утверждению Негев и Корена, был «современным Адонисом» и «образцом нравственности в высшем обществе». Он был неизменно щедр к своим моделям и начинающим художникам, но один из современников художника писал: «Его доброта была механической, голос мужчины говорил с тобой, а не его сердце». В переписке Лейтон упоминал об облегчении, которое он испытывал в одиночестве. Большую часть своей юности он провёл, находясь под обаянием пожилой женщины — оперной певицы Аделаиды Сарторис, умершей в 1879 году. Негев и Корен считали, что установить степень близости, которая сложилась между Лейтон и Дин, уже невозможно. Сёстры Лейтона уничтожили письма, которые могли бы служить прояснению истины. Можно утверждать только, что натурщица стала его «значимым другом», «возможно, их отношения были действительно платоническими».
Дороти Дин была знакома с драматургом Джорджем Бернардом Шоу, который, как полагают некоторые исследователи его творчества, использовал её отношения со своим другом Лейтоном в качестве сюжетной основы для пьесы «Пигмалион», позже адаптированной для мюзикла Фредерика Лоу «Моя прекрасная леди» и одноимённого музыкального фильма режиссёра Джорджа Кьюкора. Британский исследователь театра Гаиль Маршалл называет Дороти Дин Галатеей Фредерика Лейтона. В очерках «Наш театр», вышедших в 90-е годы, Шоу писал: «Я опоздал на Джульетту мисс Дороти Дин. Об этом я сильно пожалел. Мисс Дин была молодой актрисой, у которой не было красоты, столь распространённой на сцене и столь бесполезной, но был тот честный реализм, который так полезен для художников. Её речь показала необычные признаки вдумчивого расчёта. У неё была пластическая грация, она серьёзно относилась к себе и своей профессии, её выступления в главных ролях не были непопулярными. Загадка в том, что с ней стало? Студия немедленно вернула свою обожаемую модель? Она упала в пропасть богатого брака? Она требовала невозможных сроков? Или же менеджеры были упрямы в своём убеждении, что существует только один безопасный тип актрисы — женщина, у которой есть чувства, но нет мозгов».
Дин присутствовала у смертного одра Лейтона в 1896 году. Его последний и незаконченный портрет Дин в образе убитой горем нимфы был положен на гроб художника во время похорон. Он оставил Дороти 5000 фунтов стерлингов (встречается и цифра 3000 фунтов) по завещанию и ещё 5000 фунтов стерлингов своим сёстрам, чтобы основать фонд Дин для поддержки её самой, а также её братьев и сестёр после смерти художника. Это было намного больше, чем он оставил кому-либо ещё, и составляло в переводе на 2014 год до 1 000 000 фунтов стерлингов. Без влияния и защиты Лейтона положение Дороти Дин пошатнулось. Так, когда Дороти была помолвлена с Энтони Крейном, сыном иллюстратора Уолтера Крейна, то брак был запрещён родителями Крейна.

## Дороти Дин — модель Федерика Лейтона

### Первые картины Лейтона с Адой Элис Пуллен

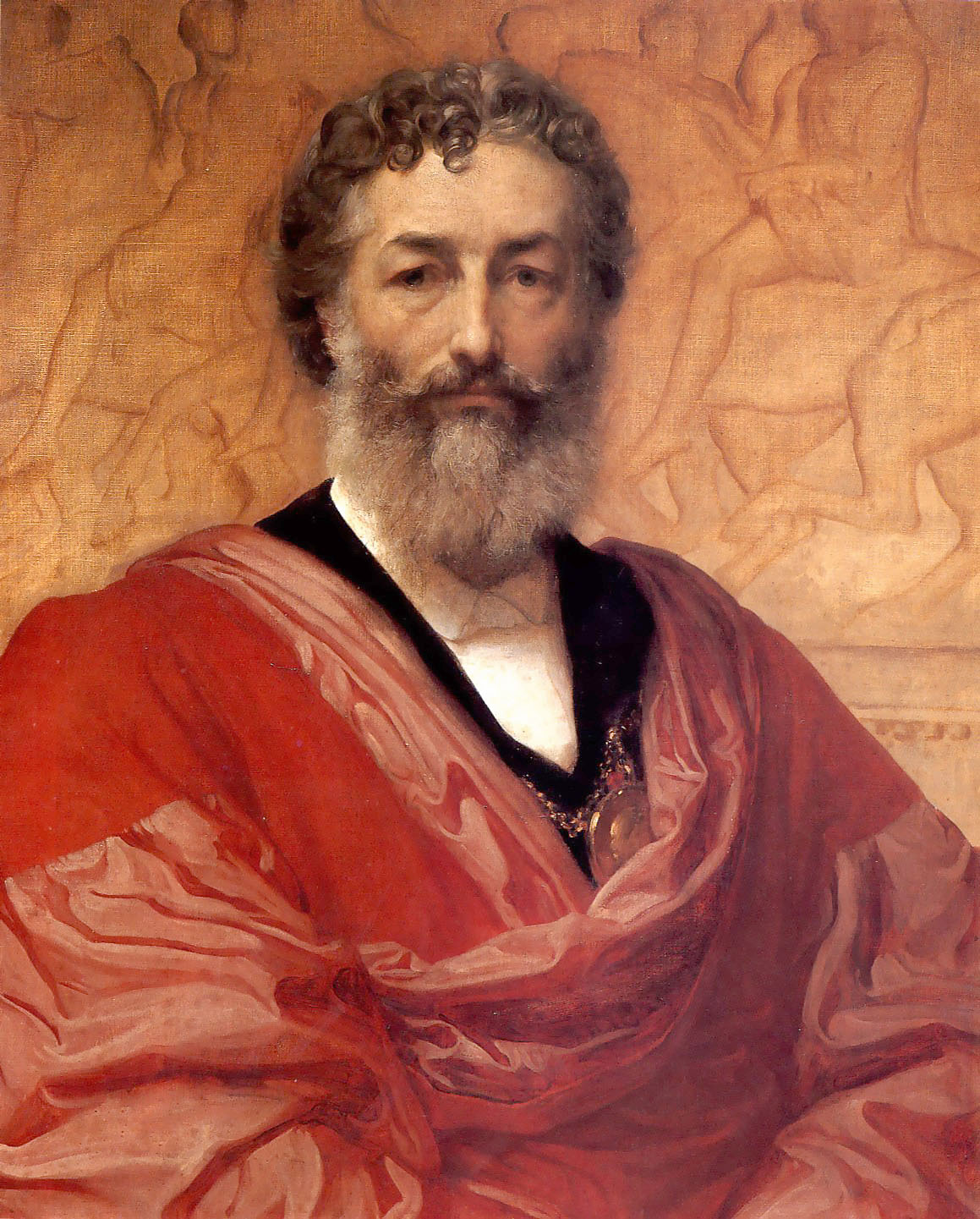
Фредерик Лейтон. Автопортрет, 1880, Уффици

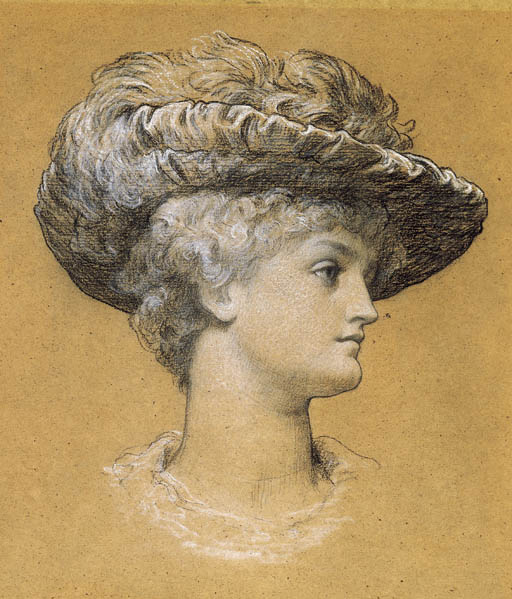
Безмятежное блуждание в трансе трезвой мысли (этюд), 1884, частная коллекция

Самые ранние картины Лейтона с Адой Элис Пуллен, «Виола» (англ. «Viola», 1881, местонахождение неизвестно), «Бьянка» (англ. «Bianca», около 1881, 70 × 56,5 см, холст, масло, Дом-музей Лейтона, Лондон, LH/P/OT/0363, приобретена у Лейтона Альбертом Эдуардом принцем Уэльским) и «Безмятежное блуждание в трансе трезвой мысли» (англ. «Serenely Wandering in a Trance of Sober Thought») были медитативными портретами. У модели были густые тёмные волосы, «прекрасное белое лицо» и «очень красивая шея» (искусствоведы отмечали, что художник восхищался красотой женского тела, но часто изображал насилие в его отношении, так шея «растягивалась, скручивалась и искривлялась» на его полотнах). При этом тело Дороти считалась несколько коротким по сравнению с головой и она была довольно маленького для профессии модели роста. Это отсутствие пропорций, с точки зрения искусствоведа, может объяснить, почему Лейтон сначала не хотел использовать её в качестве натурщицы для изображения в полный рост. Так Лейтон начал изображать свою модель в тонких драпировках и обнажённой только в середине 1880-х годов. Её появление в его «классических» картинах совпало с началом карьеры девушки как актрисы, и эти два события были тесно связаны.

### Ада Элис Пуллен — основная модель художника на рубеже 80-х и 90-х годов

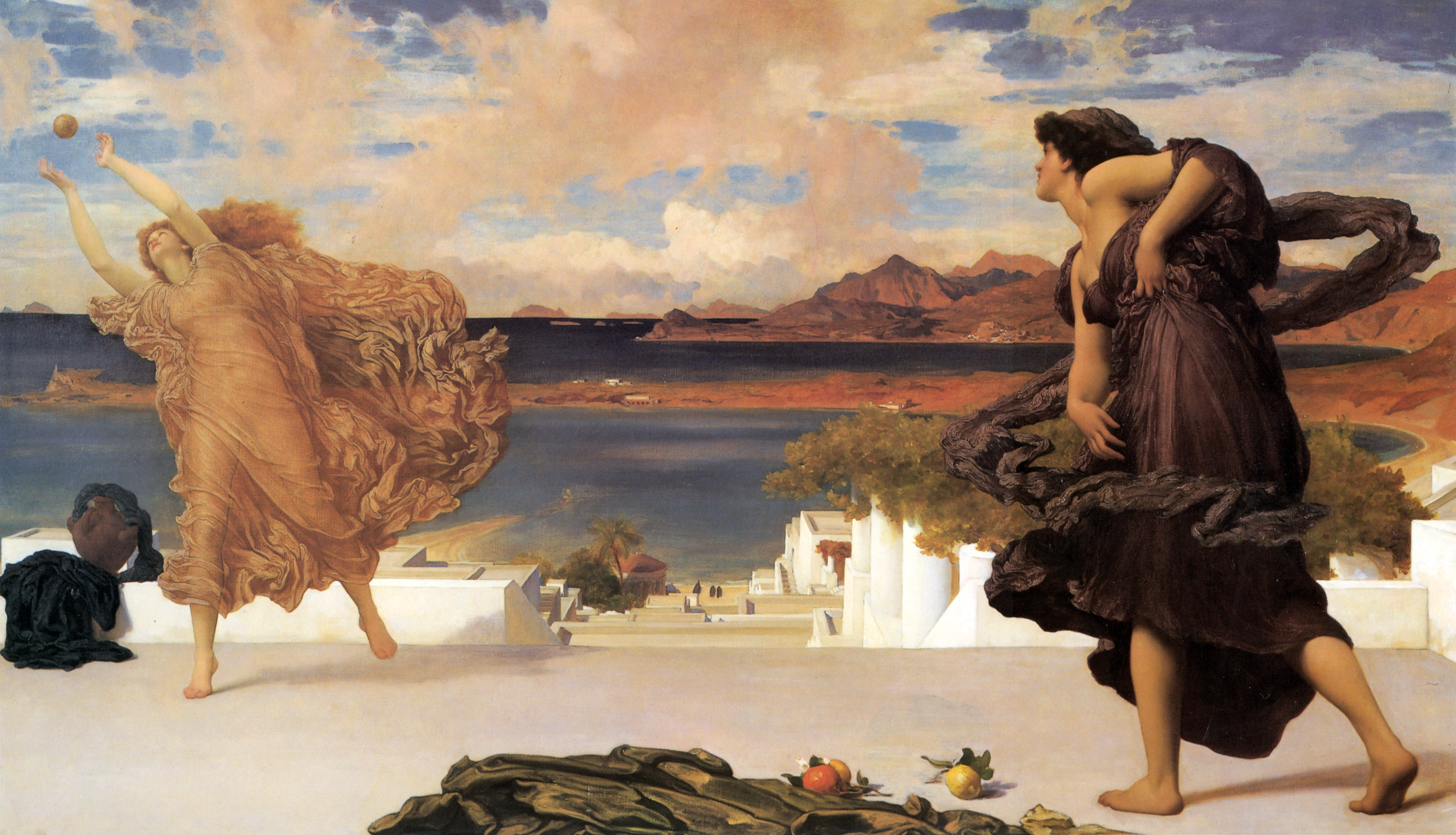
Фредерик Лейтон. Греческие девушки играют в мяч, Институт Дика

В 1880-х — начале 1890-х годов Ада Элис Пуллен появлялась на многих известных картинах Лейтона, таких как «Греческие девушки играют в мяч» (англ. «Greek Girls Playing at Ball», в образе девушки, которая ловит мяч, холст, масло, 112,6 × 196 см, Институт Дика, Килмарнок), «Персей и Андромеда» (1891, холст, масло, 235 × 129,3 см, Художественная галерея Уолкера, WAG 129), «Пленённая Андромаха» (англ. «Captive Andromache», 1886—1888, холст, масло, 197 × 406,5 см, Манчестерская художественная галерея, в группе детей слева художник изобразил также младшую сестру Дороти — Лену), «Купание Психеи» (англ. «The Bath of Psyche», до 1890, холст, масло, 189,2 × 62,2 см, Британская галерея Тейт, Лондон, N01574, современники отмечали исключительную чувственность картины, идеальные формы натурщицы и «жемчужный цвет» её кожи) и «Сад Гесперид» (англ. «The Garden of the Hesperides», 1892, 169 см в диаметре, находится в коллекции Художественной галереи леди Левер в Порт-Санлайте). Её присутствие на картине часто ассоциировалась с глубокими и сильными чувствами, которые характеризуют поздние работы Лейтона.
Талант Дороти Дин заключался в её умении принять драматическую позу и передать сильные эмоции с помощью жестов и мимики. Это были те качества, которые сделали её моделью на картинах Лейтона. Она привнесла яркость в художественный мир живописца, оживила идеализированный мир мифа глубиной чувств и чувственностью, которые ранее отсутствовали в его работах. Лейтон изображал Дороти Дин в нескольких обличьях, в том числе в мрачной красоте и классическом обнажении, но её театральные таланты наиболее эффектно использовались в полотнах, на которых она играла роль трагической героини. Например, в картине «Последние часы Геро» (англ. «The Last Watch of Hero», 1887, холст, масло, 60,3 × 91,7 см, Манчестерская художественная галерея, картина приобретена музеем у самого художника, № 1887.9) её выражение лица и поза блестяще отражают напряжённость и беспомощность героини, ожидающей возвращения любовника. В другом полотне, «Пленённая Андромаха», она представлена одиноко стоящей фигурой, её бледная кожа контрастирует с тёмным плащом, она застыла в неподвижной и медитативной позе, которая усиливает пафос сюжета и изоляцию героини от толпы вокруг неё. Лейтон часто признавал значимость натурщицы в своей работе, когда писал группу картин, представленных публике в 1887 году: «Я полностью обязан… доброте этой очень одарённой молодой актрисы мисс Дороти Дин».

### Дороти Дин на поздних картинах художника
Картина «Дух вершины» (англ. «The Spirit of the Summit», 1894, холст, масло, 198,1 × 101,6 см, Художественная галерея Окленда, Новая Зеландия) была показана на Летней выставке в Королевской академии вместе с четырьмя другими работами Лейтона, в центре которых находились женские персонажи. «Дух вершины» является произведением, посвящённым чистоте человеческого духа. Полотно, по мнению британского искусствоведа, свидетельствует о верности Лейтона идеалам искусства и красоты. Целомудренная и стройная фигура в белых одеждах царственно сидит на снежной вершине горы, глядя на звёздное небо. Пейзаж основан на зарисовках, сделанных художником на горном курорте Церматте в кантоне Вале на юге Швейцарии осенью 1893 года. Картина была вдохновлена полотном австрийского живописца Морица фон Швинда и следует немецкой пантеистической традиции изображения природы в искусстве. Фигура Дороти Дин, позировавшей Лейтону, менее монументальна, чем на полотне Швинда. Она соответствует классическому идеалу красоты. Британский искусствовед Рассел Эш сравнивал героиню полотна с персонажами опер Рихарда Вагнера.
Один из самых ярких образов Дин был создан в последней картине Лейтона «Клития» (англ. «Clytie», 1895—1896, холст, масло, 156 × 136 см, Дом-музей Лейтона, LH/P/OT/3015), которая представляет зрителю историю неразделённой любви нимфы к богу солнца Аполлону. Дин привнесла в эту историю страсть и чувственность. Она изображена на коленях, откинув голову назад и вытянув руки в позе, напоминающей о физической и эмоциональной боли, поклоняясь заходящему солнцу. Лейтон изменил цвет волос своей модели с тёмно-коричневого до насыщенного тёмно-рыжего, чтобы дополнить золотые тона пейзажа и преувеличил изгиб её верхней части тела и шеи, чтобы подчеркнуть ощущение тоски, воплощённое в фигуре. Эта работа, по мнению британского искусствоведа, заключает в себе глубокую личную веру Лейтона в силу красоты и искусства. Другую точку зрения сформулировал старший куратор Дома-музея Лейтона в Лондоне Дэниэл Роббинс. По его мнению, создавая полотно, Лейтон отождествлял себя с Аполлоном, а сама картина отражала безнадёжность положения, в котором по его вине оказалась Дороти Дин, позировавшая для Клитии. Картина выражала раскаяние художника. Лейтон с грустью говорил перед смертью Мэри Уоттс, жене Джорджа Фредерика Уоттса, что его заинтересованность в Дороти Дин «поставила её в неудобное положение». Модель художника оказалась в изоляции в том общественном круге, в который её ввёл Лейтон. Дороти «ассоциировалась с ним в ущерб себе и в то же время зависела от него». Умоляющим жестом Клитии / Дороти, по мнению Роббинса, Лейтон признавал, что и для него и для его женщины исполнение того, что «обещал Аполлон», навсегда останется недоступным. Роббинс считал, что тема картины — не мужское доминирование или превосходство, а виновность мужчины.

### Дороти Дин на картине «Пылающий июнь»
«Пылающий июнь» — одна из самых известных и широко воспроизводимых работ Лейтона. Композиция картины «Пылающий июнь» (англ. «Flaming June», холст, масло, 120,6 × 120,6 см, 1895, Художественный музей города Понсе, Пуэрто-Рико) имеет форму круга на квадратном холсте. Искусствовед Сьюзан Грейс Галасси указывала, что тело натурщицы изображено в очень сложной позе, его положение предполагает энергию в состоянии покоя. Девушка спит, но тело её всё равно напряжено. Полупрозрачная драпировка, скрывающая тело модели, и её яркий оранжевый цвет делают его ещё более чувственным, чем полностью обнажённая скульптура Микеланджело «Ночь» в капелле Медичи и эротическая композиция «Леда и лебедь» неизвестного последователя Микеланджело, которые, возможно, вдохновили Лейтона на создание картины «Пылающий июнь». Перед мерцающим морем вблизи линии высокого горизонта лежит на парапете цветок олеандра, нависающий над головой женщины. Олеандр — ядовитый цветок, популярный у поэтов викторианской эпохи. Когда Лейтон писал «Пылающий июнь», у него было заболевание сердца — стенокардия. Некоторые искусствоведы предполагают, что олеандр указывает на предчувствие Лейтоном своей неизбежной смерти. Другие предполагают, что это указывает на опасность обречённого увлечения мужчины недоступной или роковой женщиной. По словам Лейтона, «Пламенный июнь» был вдохновлён «случайным поведением утомлённой модели», — утверждали куратор европейского искусства в Художественного музея в Понсе Пабло Перес д’Орс и автор книги о художнике Рассел Эш. Последний отмечал, что художник сознательно уменьшил все второстепенные элементы, чтобы зритель сосредоточился на одинокой фигуре, моделью для которой стала Дороти Дин.
Искусствовед Мартин Постл в 1996 году попытался опровергнуть считавшийся неоспоримым факт, что для картины позировала Дороти Дин. Он утверждал, что моделью для этой картины была Мэри Ллойд, дочь респектабельного сельского сквайра. Мартин Постл настаивал, что она больше похожа на девушку, изображённую на полотне, свою же роль в его создании Мэри скрывала, так как работа натурщицы осуждалась общественным мнением этой эпохи. Отмечалось, что сама Мэри Ллойд в интервью Тhe Sunday Express в 1933 году, подробно рассказывая о своей карьере модели, не упоминала о картине «Пылающий июнь».

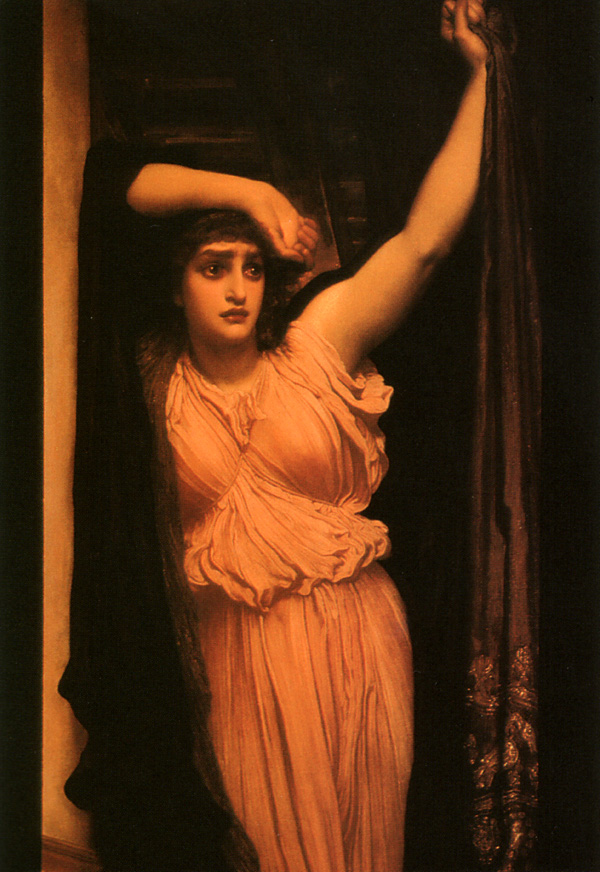
Последние часы Геро, 1880, Манчестерская художественная галерея
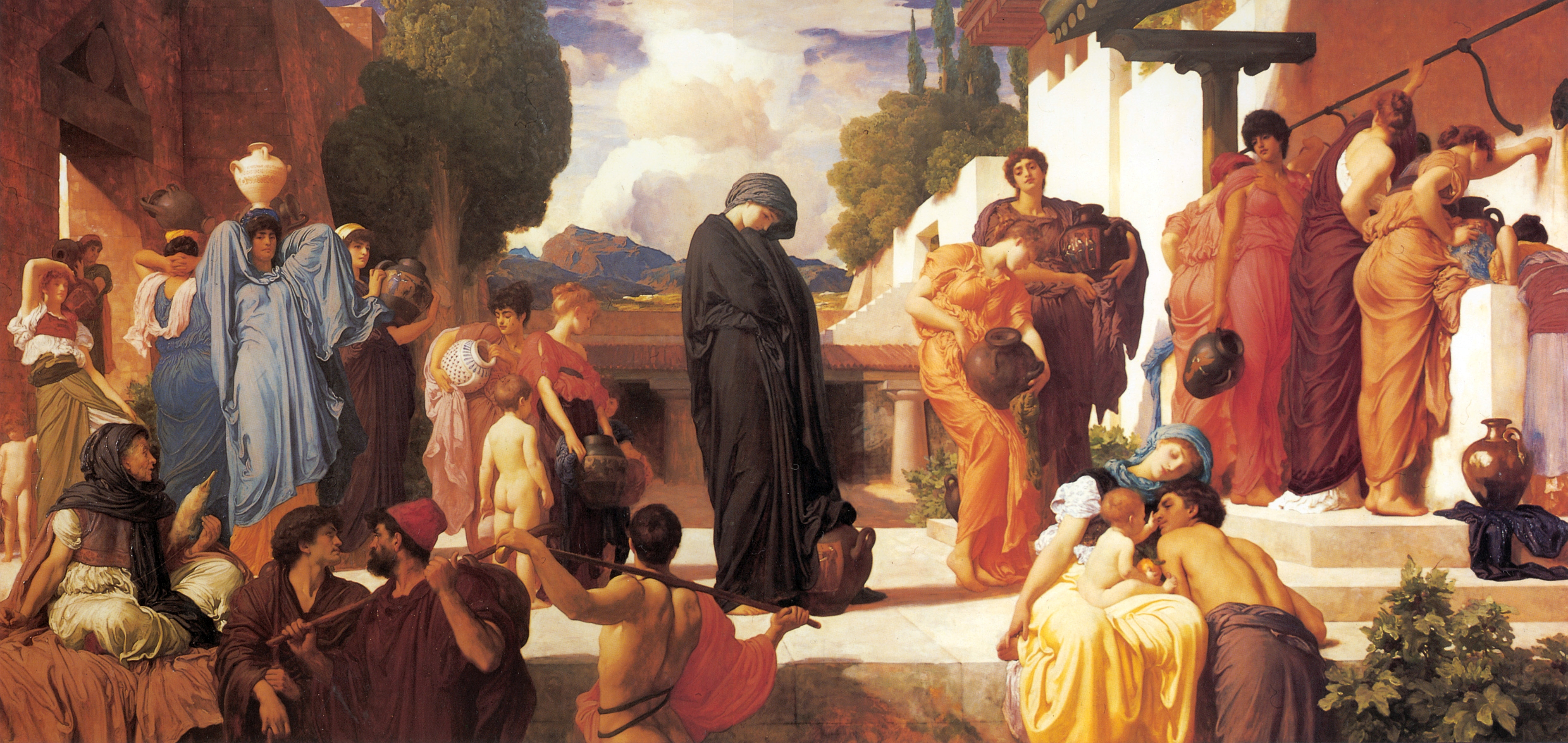
Пленённая Андромаха, 1886—1888, Манчестерская художественная галерея
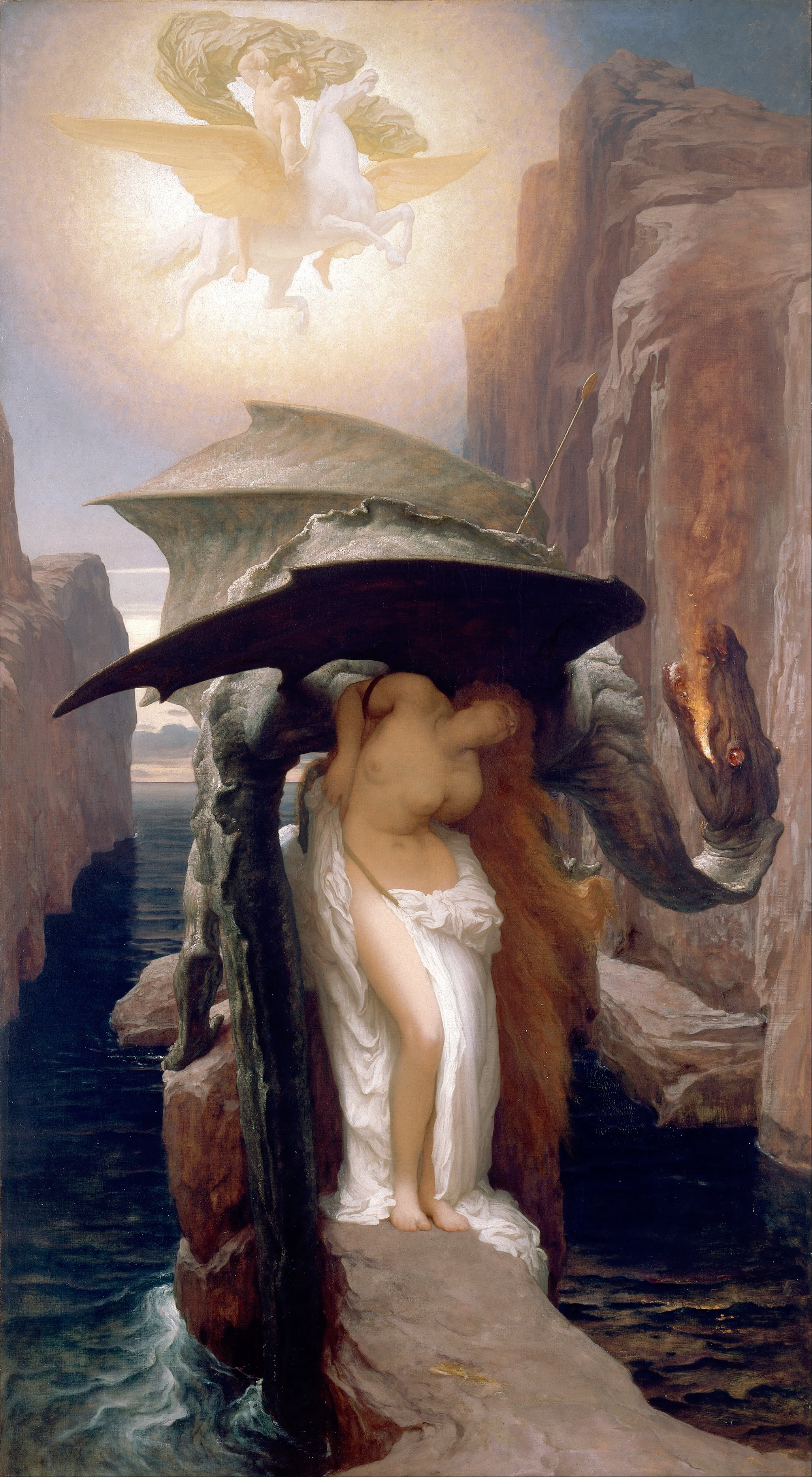
Персей и Андромеда, 1891, Художественная галерея Уолкера
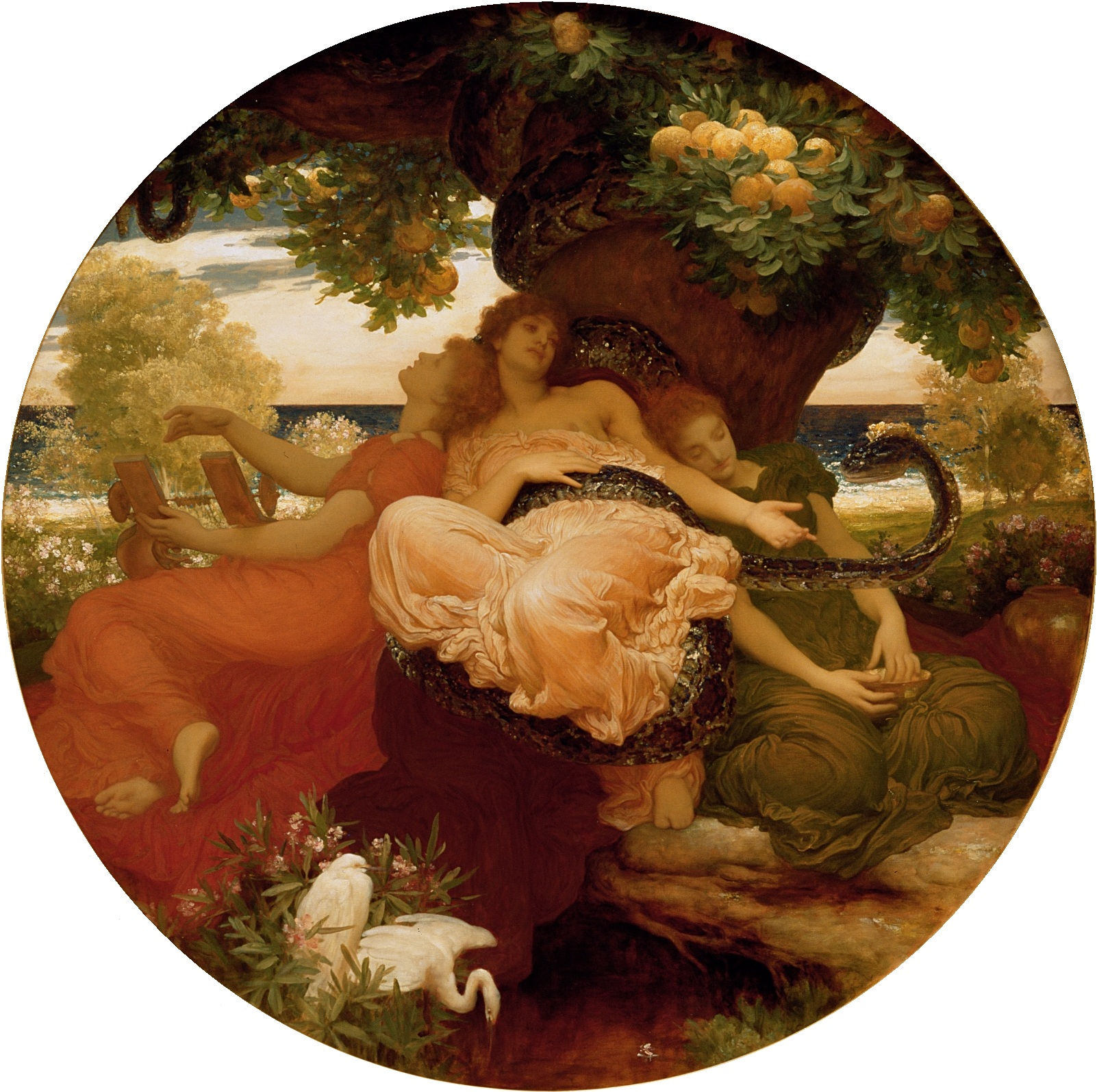
В саду Гесперид, 1892, Художественная галерея леди Левер
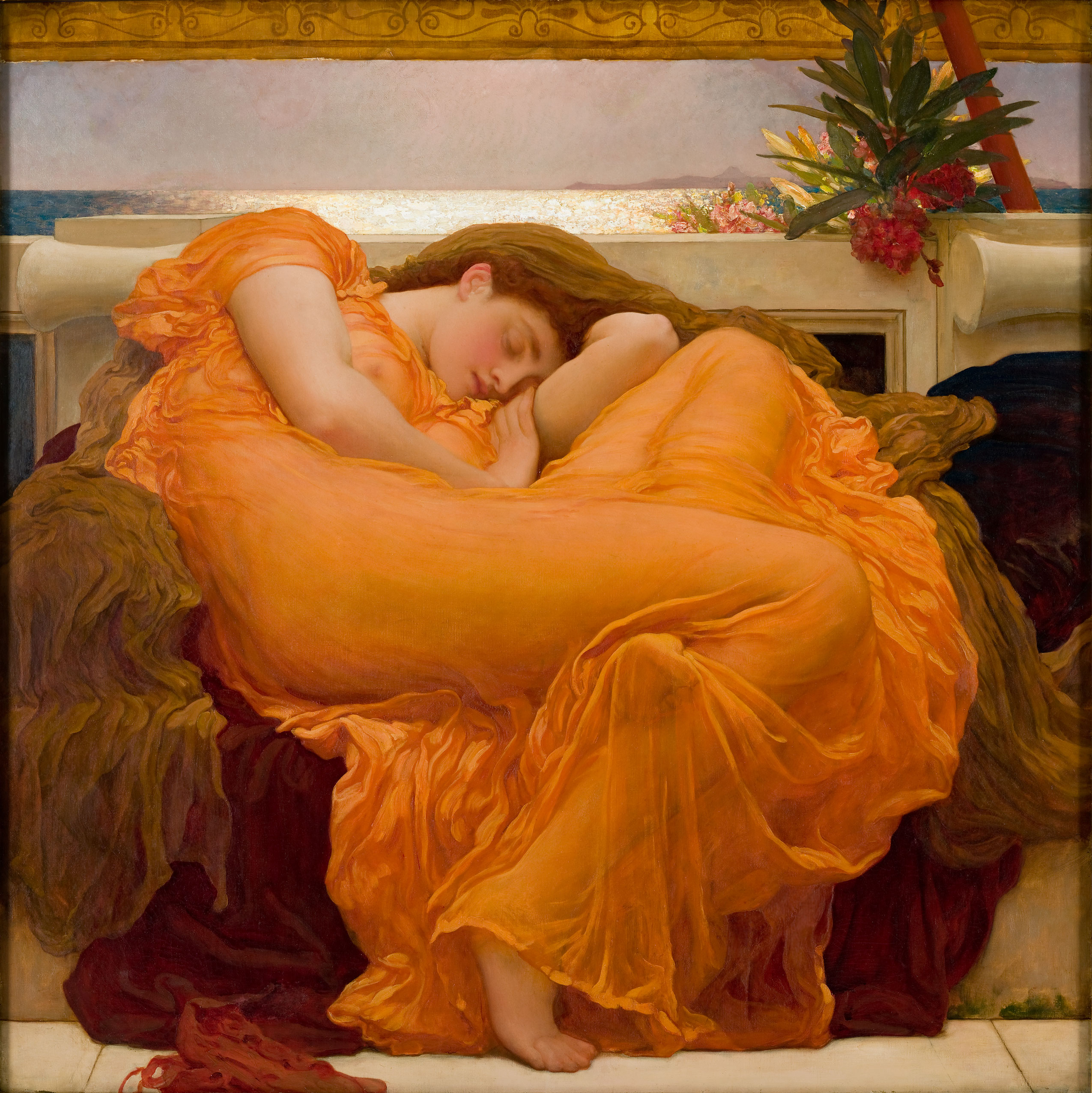
Пылающий июнь, 1895, Художественный музей города Понсе
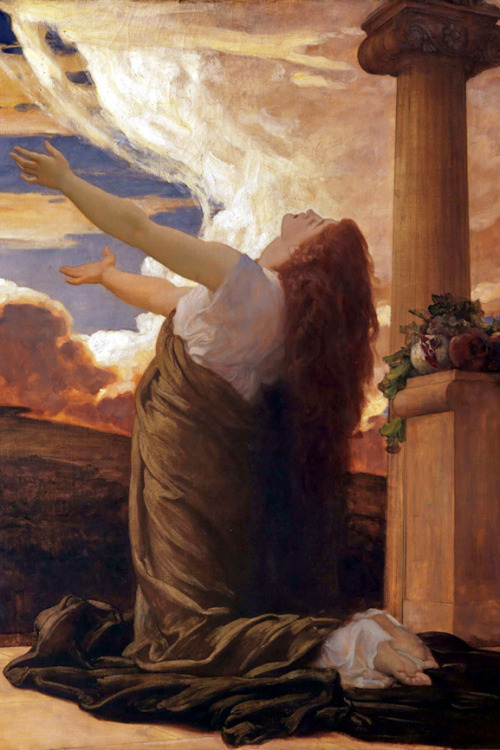
Клития, 1895—1896, Дом-музей Лейтона

### Сёстры Дороти Дин на картинах Фредерика Лейтона
По словам Эмили Баррингтон, к моменту встречи с художником семья Дороти Дин находилась в «печальных обстоятельствах». Лейтон активно интересовался судьбой сестёр-сирот своей любимой натурщицы. После смерти их матери художник стал считать девочек своими приёмными дочерьми. Он нанял трёх сестёр Дороти в качестве натурщиц. Эдит Элен (1865 года рождения, сёстры и младший брат, жившие с Дороти, также изменили свою фамилию на Дин) позировала для картины «Воспоминания» (англ. «Memories», 1883, холст, масло, 76,0 × 64,5 см, частная коллекция), а Генриетта (Хетти, она родилась в 1867 году) — для картин «Симотея-Волшебница» (англ. «Simothea the Sorceress») и «Прощание» (англ. «Farewell», холст, масло, 159,3 × 67,3 см, Художественная галерея в Кингстон-апон-Халле). Изабель Элена (или, как её часто называли, «Лена», родилась в 1873 году), младшая сестра, чаще всего появлялась на его полотнах. Лейтон был очарован её тонкими чертами лица и юностью. Лена заняла место другой модели-подростка, Конни Гилкрист, которая позировала для полотен «Урок музыки» (1877, масляная живопись по холсту, 93 × 95 см, Художественная галерея Гилдхолла, Лондон) и «Изучение манускрипта на подставке для чтения» (1877, масляная живопись по холсту, 63 × 72 см, Садли-хаус, Ливерпуль) во второй половине 1870-х годов. Лена появилась в серии сентиментальных жанровых картин с участием детей в 1880-х годах, в том числе «Поцелуй сестры» (англ. «Sister's Kiss»), «Котята» (англ. «Kittens», дата неизвестна, 119,4 × 78,8 см, частная коллекция) и «Свет гарема» (англ. «The Light of the Harem», около 1880, холст, масло, 152,4 × 83,8 см, частная коллекция, для этой картины также позировала Дороти Дин), а также в бронзовой статуе «Ненужные тревоги» (англ. «Needless Alarms», 1886, 50,8 × 22,5 × 15,9 см, Британская галерея Тейт, N 05120), изображающей обнажённую девочку, напуганную лягушкой.
Лейтон выставил «Ненужные тревоги» в Королевской академии художеств в 1886 году. Художнику-прерафаэлиту Джону Эверетту Милле понравилась статуэтка, и после окончания выставки Лейтон подарил её ему. Лейтон создал ещё одну статуэтку, которую сохранил в своей собственной коллекции. Бронзовая статуэтка изображает девочку, испуганно смотрящую через левое плечо на лягушку. Девочка с тревогой поднесла руки к груди, такая поза позволила Лейтону точно показать, с анатомической точки зрения, строение женского тела. Сотрудники Скульптурной галереи Боумана предположили, что моделью могла служить и Дороти Дин.
Сёстры Дороти последовали за ней в студию, на театральную сцену и в светское общество. Впоследствии две из них страдали алкоголизмом и умерли молодыми, одна дожила до 80 лет. Негев и Корен отмечали в своей книге, что в отношениях Лейтона, пожилого и влиятельного человека, с сёстрами Дин, а кое-кого из них он рисовал обнажёнными с самого детства, есть «что-то некомфортное».

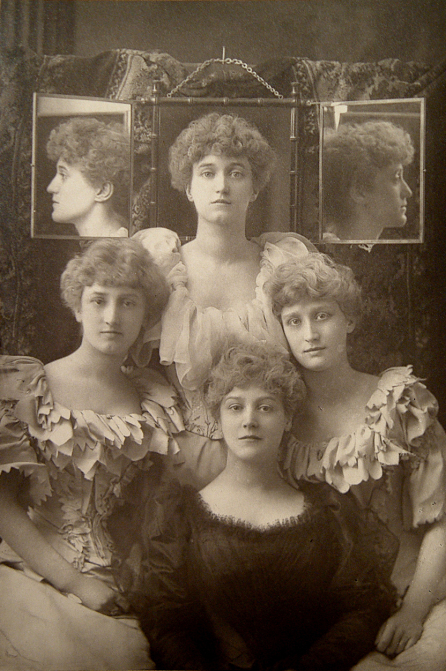
Студия W. & D. Downey. Дороти Дин с сёстрами Эдит Элен, Хетти и Леной, 1893
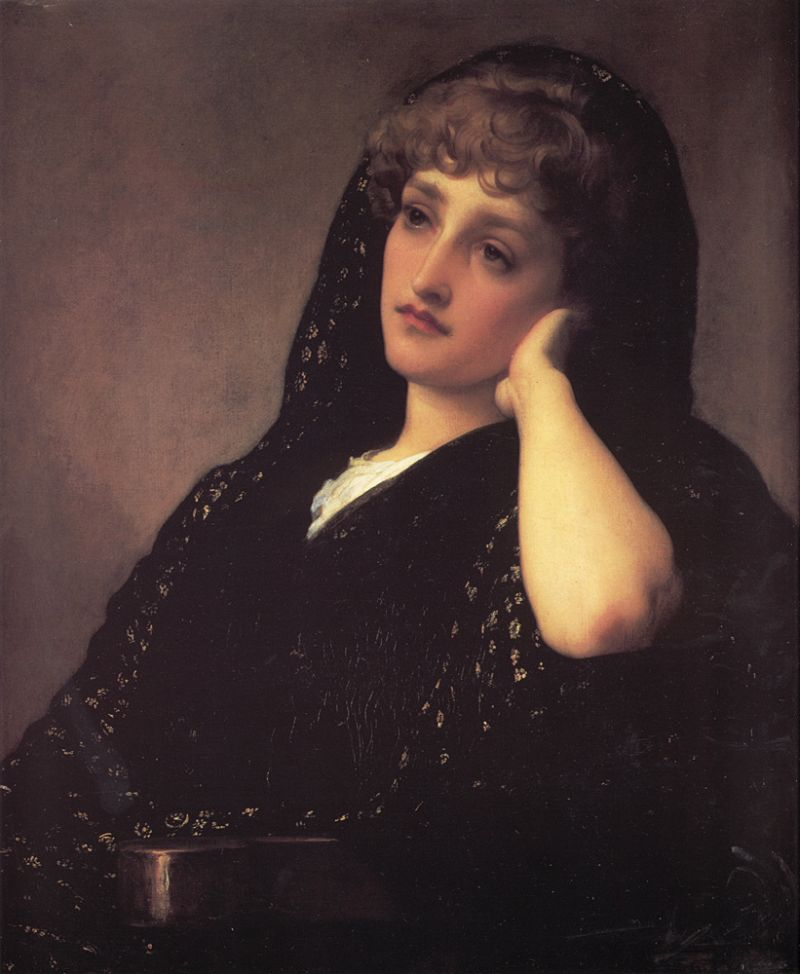
Воспоминания (Эдит Элен Дин), 1893, частная коллекция
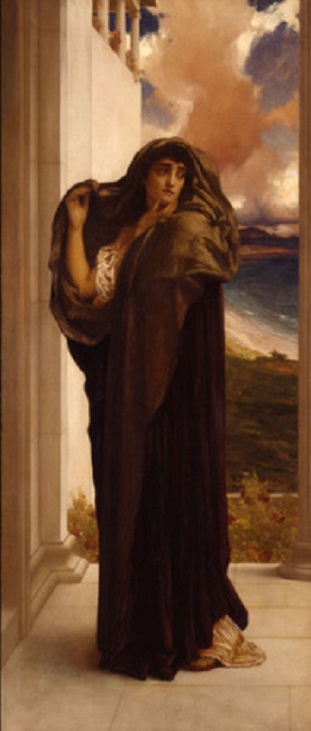
Прощание (Хетти Дин), Художественная галерея в Кингстон-апон-Халле
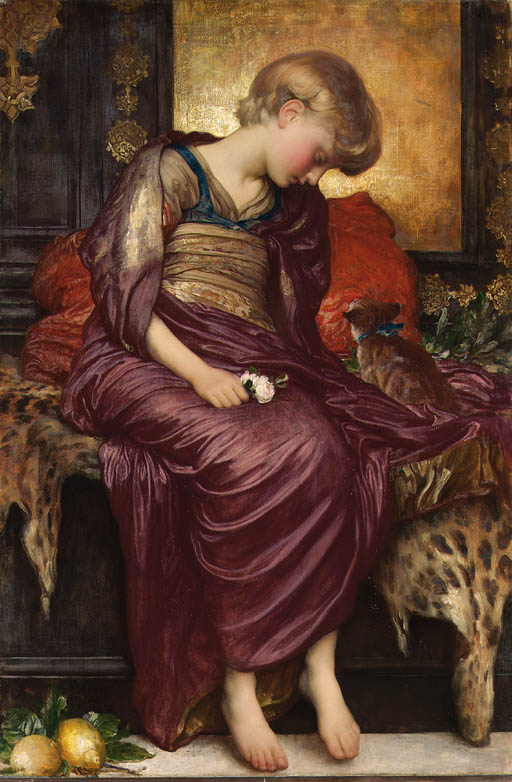
Котята (Лена Дин), частная коллекция
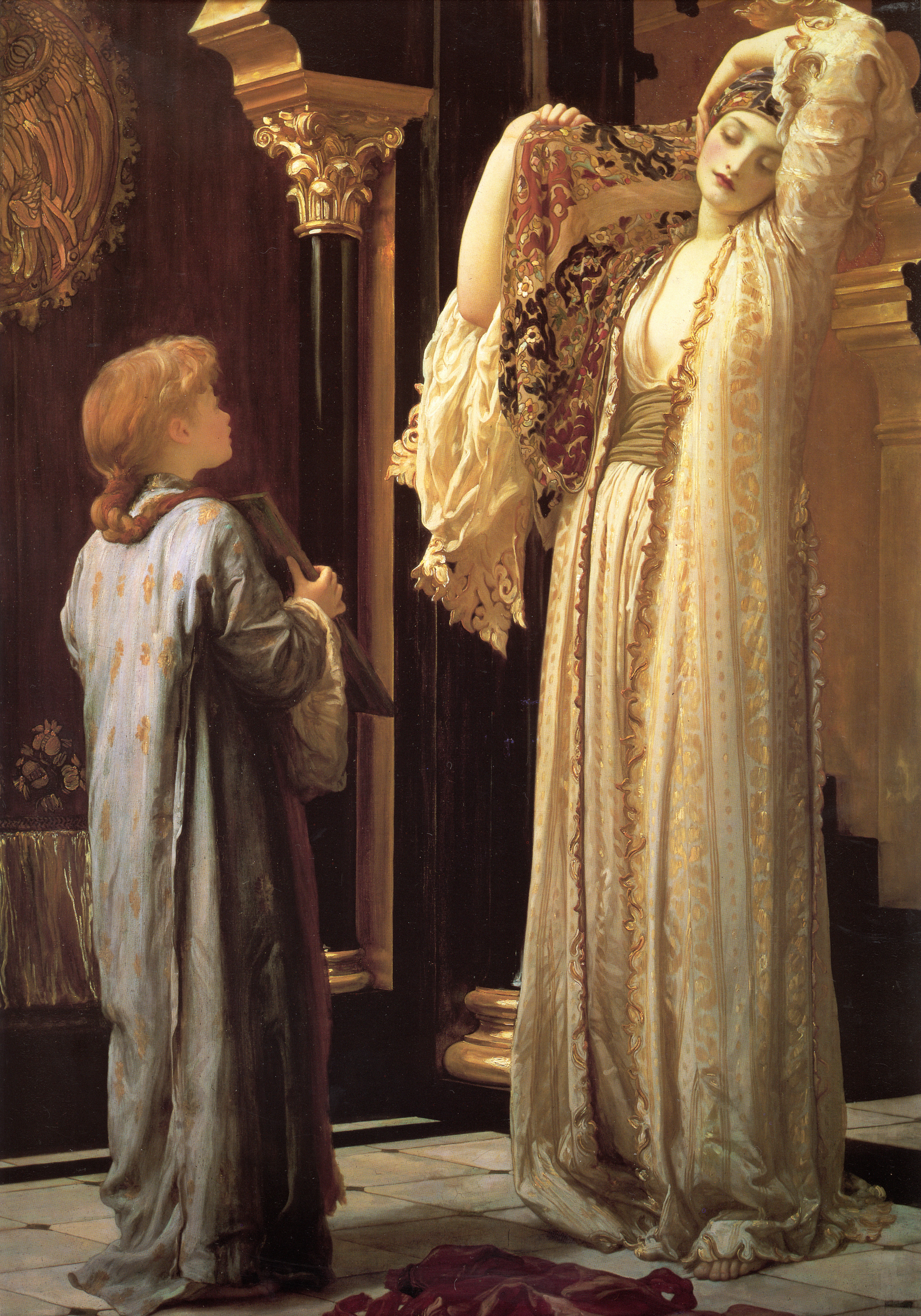
Свет гарема (Лена Дин), около 1880, частная коллекция

## Дороти Дин и другие художники
Дороти Дин позировала Эдварду Коли Бёрн-Джонсу, Луизе Старр Канциани, Джорджу Фредерику Уоттсу, Джону Эверетту Милле, Валентину Принсепу, Герберту Густаву Шмальцу (одна из младших сестёр Дороти вышла за него замуж) и Генри Холидею. Филиппа Мартин в своей статье «Трагическая муза» писала, что Дороти была моделью «всех соседей или близких друзей Лейтона». Художник часто жаловался, что ему не удалось запечатлеть достойным образом черты лица своей любимой натурщицы. Два портрета девушки, принадлежавшие художнику Джорджу Фредерику Уоттсу, воспринимались современниками (и самим Лейтоном) гораздо лучше, чем портреты Лейтона. В начале восьмидесятых Лейтон впервые начал выставлять собственные картины Дин в Королевской академии, поощряя своих друзей-художников использовать её в качестве модели. Джон Эверетт Милле и Джордж Фредерик Уоттс были только двумя из художников его непосредственного круга, которые попробовали свои силы в её изображении. Так, Дороти позировала Уоттсу для картины «Хульдра» (англ. «Uldra», холст, масло, 66 × 53 см, Галерея Уоттса). Она запечатлена в образе сверхъестественного существа древней скандинавской мифологии, которое можно увидеть сквозь туман и брызги у водопада. Ещё одна картина, на которой художник изобразил любимую модель своего друга — «Дождь идёт каждый день» (англ. «The Rain it raineth every Day», 1883, холст, масло, 40,6 × 50,8, Йоханнесбургская художественная галерея), героиня которой отбросила в сторону книгу и устало смотрит в окно.
«Портрет Дороти Дин» (англ. «Portrait of Dorothy Dene», не датирован, холст, масло, 66 × 53,5 см, подписан художником — «G. F. Watts», частная коллекция) работы Джорджа Фредерика Уоттса ушёл на аукционе Sotheby's за 37 500 фунтов стерлингов в июле 2018 года. Это — второй, поясной портрет модели. Впервые же Дороти позировала художнику в марте 1888 года, когда он во время двухчасового сеанса создал изображение только её лица (в настоящее время и эта картина находится в частной коллекции). Дороти Дин изображена также на картинах «Олимп на Иде» (англ. «Olympus on Ida», холст, масло, 147,0 × 102,2 см, картина подписана и датирована художником — «G F Watts 1885», Художественная галерея Южной Австралии, № 20146P17) и «Надежда» (англ. «Hope», 1885, холст, масло, 142,2 × 111,8 см, Галерея Тейт, № 01640).

### Дороти Дин на картине Джорджа Фредерика Уоттса «Надежда»
Уоттс обычно работал над своими аллегорическими полотнами в течение длительного периода времени, но картина «Надежда» была завершена относительно быстро. Сам художник не оставил никаких записей относительно создания этого полотна, но на основе воспоминаний его близкой подруги Эмили Баррингтон возникли предположения, что моделью послужила именно Дороти Дин. Черты лица натурщицы скрыты на картине Уоттса широкой повязкой, но характерная линия подбородка и волосы позволяют искусствоведам сделать такой вывод.
Уоттс искал более новый, отличающийся от традиции подход к образу Надежды. Он изобразил её слепой, сидящей на глобусе и играющей на лире, у которой сломаны все струны, кроме одной. Она наклоняет голову, чтобы различить едва звучащую музыку, но её усилия кажутся напрасными. Художнику удалось создать атмосферу скорее грусти и отчаяния, чем надежды. Меланхолия усиливается мягкостью кисти и полупрозрачным туманом, который окутывает глобус. Для фигуры Надежды Уоттс использовал несколько современных ему источников. Её поза сравнима с сиреной Данте Габриэля Россетти в картине «Морские чары» 1877 года (коллекция Гарвардского университета), а также напоминает о спящих женских фигурах Альберта Джозефа Мура в «Мечтателях» (1882, Городской музей и картинная галерея Бирмингема). Повязанная голова, обозначающая слепоту, может быть сопоставлена с аллегорической фигурой Фортуны в «Колесе Фортуны» Эдварда Бёрн-Джонса (около 1871, Дом-музей и художественная галерея Тулли, Карлайл), эта картина некоторое время принадлежала Уоттсу. Джордж Фредерик Уоттс создал две версии «Надежды». Оригинал находится в частной коллекции. Вторая версия была подарена художником Галерее Тейт в 1897 году. Предполагают, что ученик художника Сесил Шотт начал эту картину в соответствии со студийной практикой того времени, а Уоттс продолжил её, довольно быстро завершив полотно. Эмили Баррингтон, частая посетительница студии Уоттса, писала, что вторая версия производит более сильное впечатление, чем первая.
Сам Уоттс также полагал, что вторая версия лучше, и представил её в 1889 году на выставке в Музее Южного Кенсингтона и на выставке в Париже. В этой картине девушка выглядит более загадочно. Уоттс опустил присутствовавшую в первом варианте звезду — единственную нотку оптимизма, находившуюся в верхней части картины. Было высказано предположение, что подавленное настроение автора могло отражать личную трагедию самого Уоттса (смерть годовалого ребёнка его приёмной дочери Бланш). Картина была хорошо принята критиками и оказалась чрезвычайно популярной у публики.

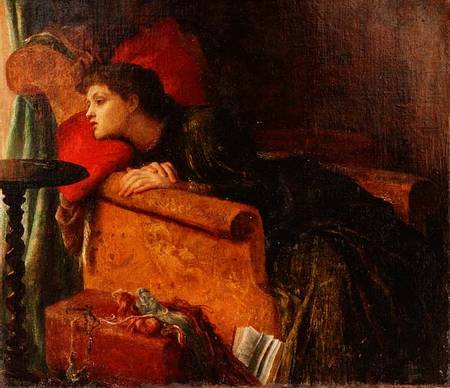
Дождь идёт каждый день, 1883, Йоханнесбургская художественная галерея
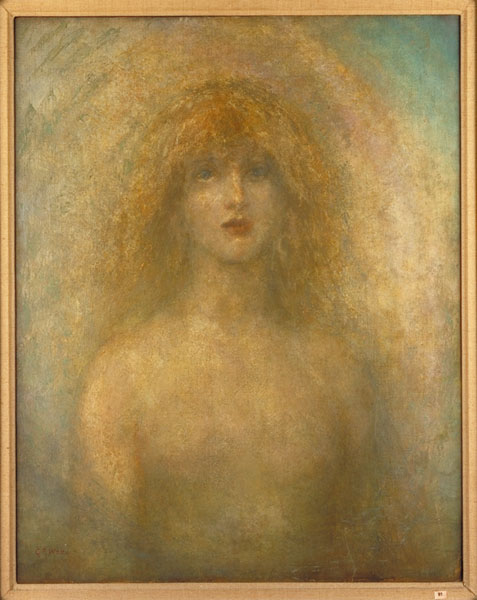
Хульдра, Галерея Уоттса
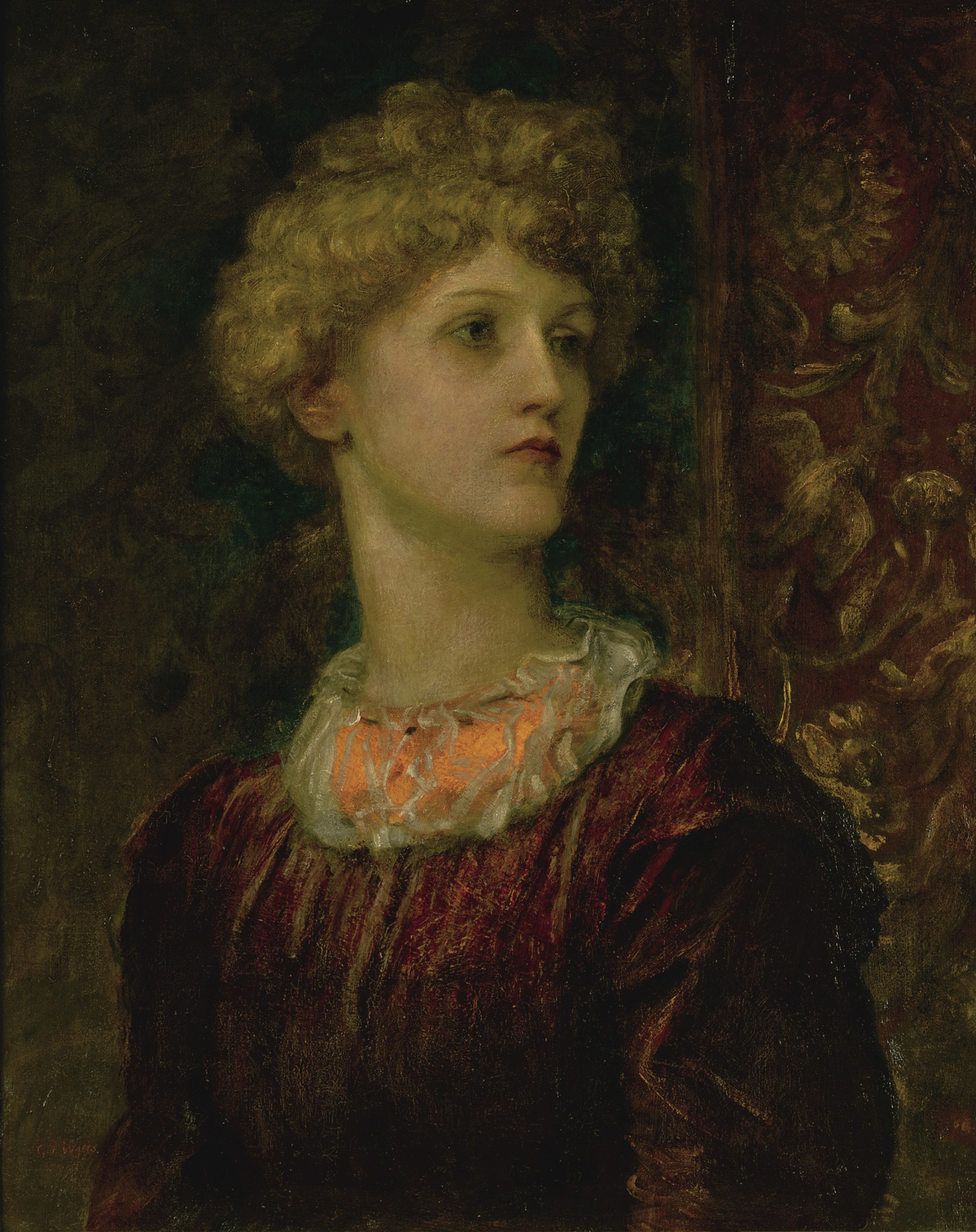
Портрет Дороти Дин, частная коллекция
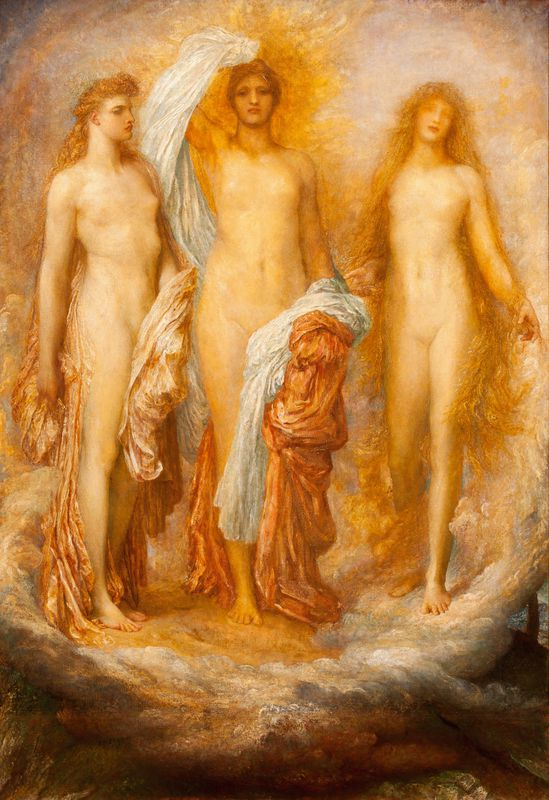
Олимп на Иде, 1885, Художественная галерея Южной Австралии
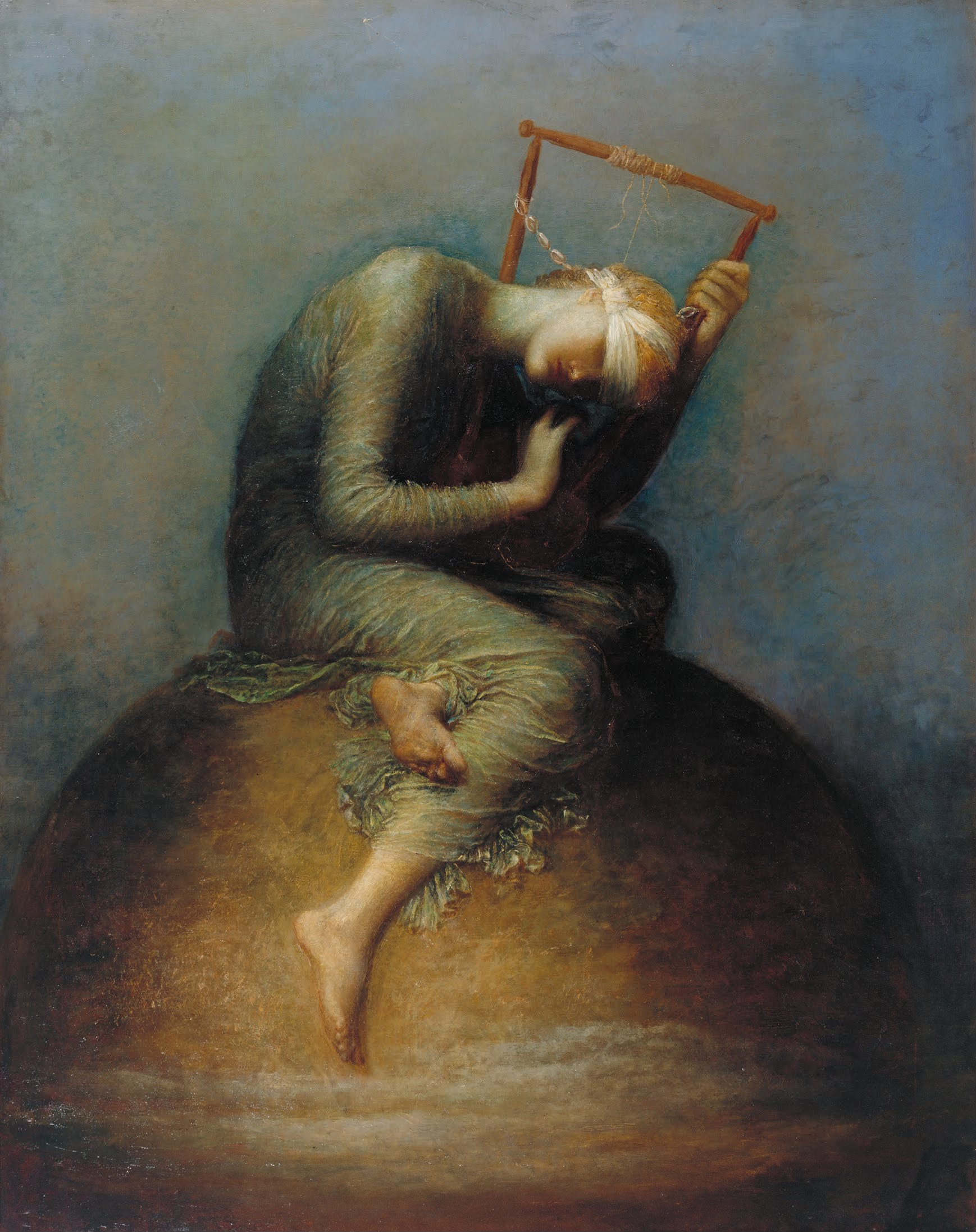
Надежда, 1885, Галерея Тейт

### Дороти Дин на картине Эдварда Коли Бёрн-Джонса «Золотая лестница»

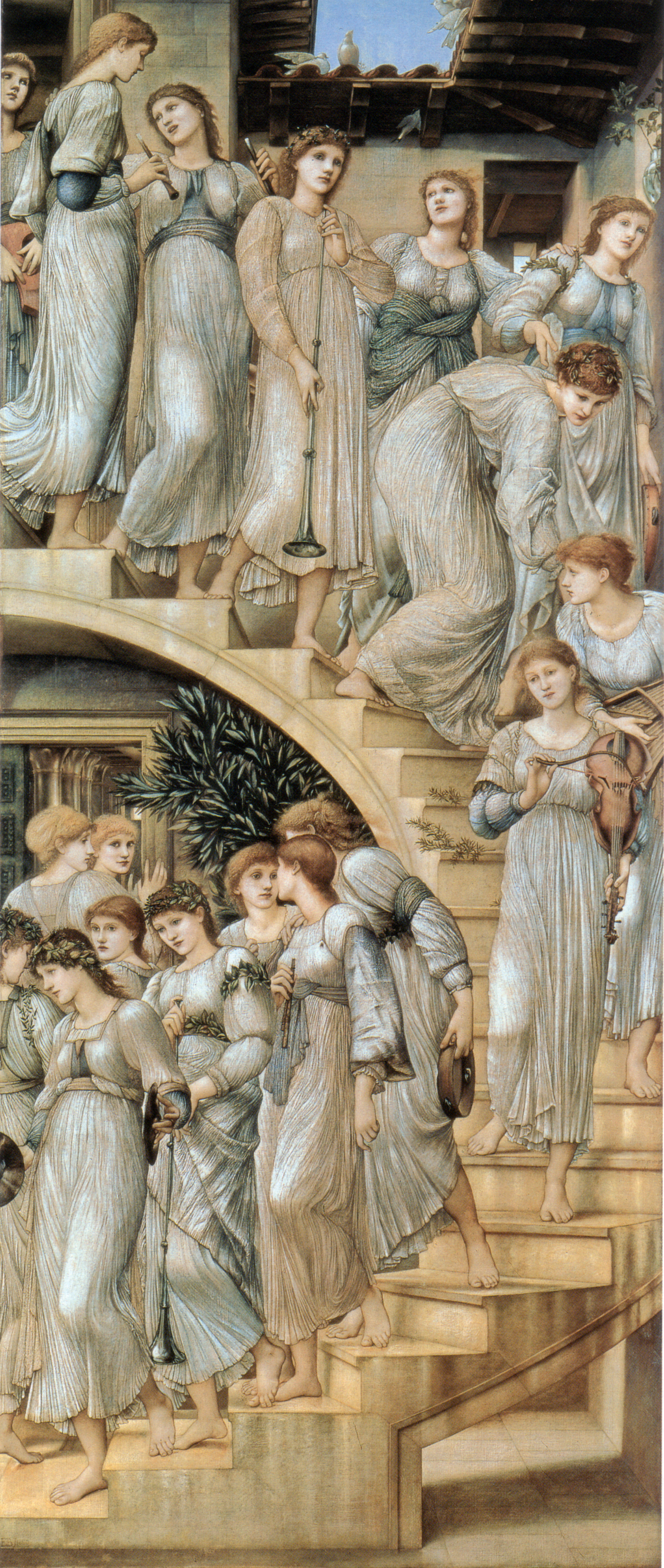
Эдвард Коли Бёрн-Джонс. Золотая лестница, 1880, Галерея Тейт

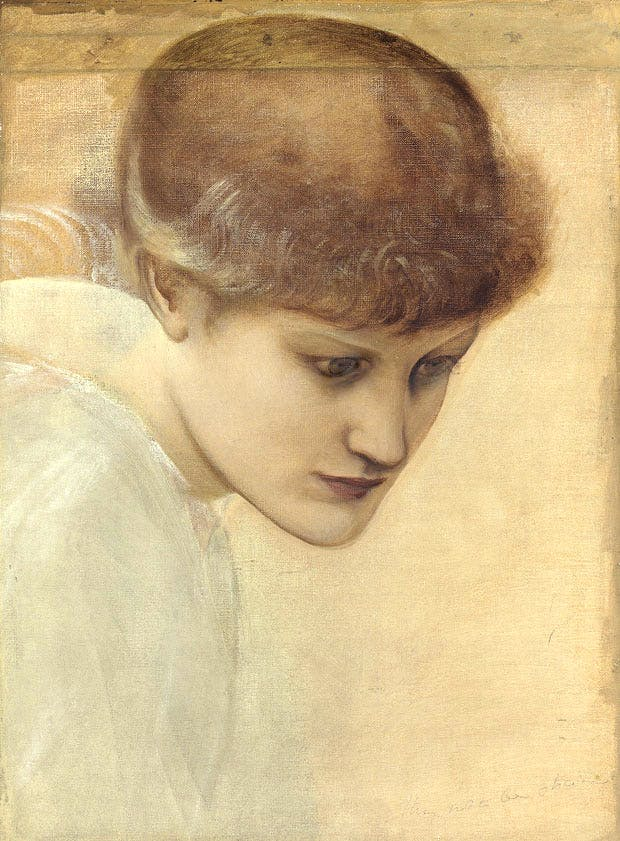
Эдвард Коли Бёрн-Джонс. Эскиз к картине «Золотая лестница» (портрет Дороти Дин), частная коллекция

В 2016 году в прессе и искусствоведческих журналах появилось сообщение, что Дороти Дин была идентифицирована на известной картине Эдварда Коли Бёрн-Джонса «Золотая лестница» (англ. «The Golden Stairs», 1880, холст, масло, 269,2 × 116,8 см, Галерея Тейт). Одна из девушек, которая находится на середине лестницы в полунаклоне до последнего времени считалась актрисой Эдит Честер. Искусствоведы Christie’s убедительно доказали, что это — Дороти Дин. Детали выяснились в письме Мэтью Уэбба, одного из ассистентов в студии Бёрн-Джонса, Фрэнку Чепмену, викторианскому предпринимателю, который приобрёл два эскиза к картине у художника. В письме упоминается Дин, за эскиз (англ. «Head study of Dorothy Dene looking downwards, for „The Golden Stairs“», холст, масло, 43,2 × 32,4 см, частная коллекция), изображающий её на картине Уэбб просил 5 фунтов (Чепмен купил оба эскиза за 7,10 фунтов). Эскизы и письмо хранились в семье Чепмена. Этюд, запечатлевший Дороти Дин, был выставлен на аукционе за 30—50 тысяч фунтов стерлингов.
В начале 1880 года Бёрн-Джонс просил своего друга аристократа, политика и художника-любителя Джорджа Говарда, 9-го графа Карлайла найти ему «милую невинную девицу или двух [чтобы заполнить] лестницу на картине». Полотно было закончено в спешке — всего за несколько дней до открытия выставки. Современник Бёрн-Джонса, художественный критик и художник Фредерик Джордж Стивенс назвал картину «бесспорным шедевром художника». Группа девушек в классических костюмах с виолами, длинными трубами, бубнами и флейтами спускается по лестнице «словно призраки, в заколдованном сне…». Бёрн-Джонс ограничил свою палитру тональным сочетанием белого цвета, серебра и золота, усиливая ритмичный фризоподобный аспект композиции, в то время как лестница и девушки образуют змееподобную линию. По мнению обозревателя журнала Apollo, это — архетип эстетической концепции «Искусство ради искусства». Куратор Тейт Элисон Смит рассматривала картину как попытку художника передать идею «соответствия» между живописью и нотной записью или метром в поэзии.
На картине «Золотая лестница» кроме Дороти Дин изображены дочь художника Маргарет, Мэй Моррис (младшая дочь дизайнера и художника-прерафаэлита Уильяма Морриса и его жены — модели Джейн Бёрден), Фрэнсис Грэм и Мэри Гладстон, а также Мэри Стюарт Уортли, позже графиня Лавлейс (1848—1941).

## Дороти Дин на фотографиях и литографиях
К концу 1880-х лицо Дороти Дин появилось в газетах, на сигаретных карточках и в розничной продаже в виде серии коллекционных фотографий. Среди фотографов, запечатлевших девушку, сотрудники студий личного фотографа королевы Виктории Уильяма Дауни W. & D. Downey (NPG Ax16153) и Elliott & Fry (NPG x193423), основанной в 1863 году Джозефом Джоном Эллиоттом и Кларенсом Эдмундом Фраем, английский художник и фотограф голландского происхождения Генри Ван дер Вейде (известный как пионер в использовании электрического света в фотографии), а также итальянский фотограф Паоло Ломбарди (NPG x128419). В коллекции музея Метрополитен в Нью-Йорке находятся несколько цветных литографий из двух серий «Яхта цветов мира» (№ 91, 140) с Дороти Дин в образе юнги, выпущенных табачной компанией Duke Sons & Co. (1889 и 1890 годов выпуска, № 63.350.204.91.11, 63.350.207.140.12, 63.350.207.140.13).

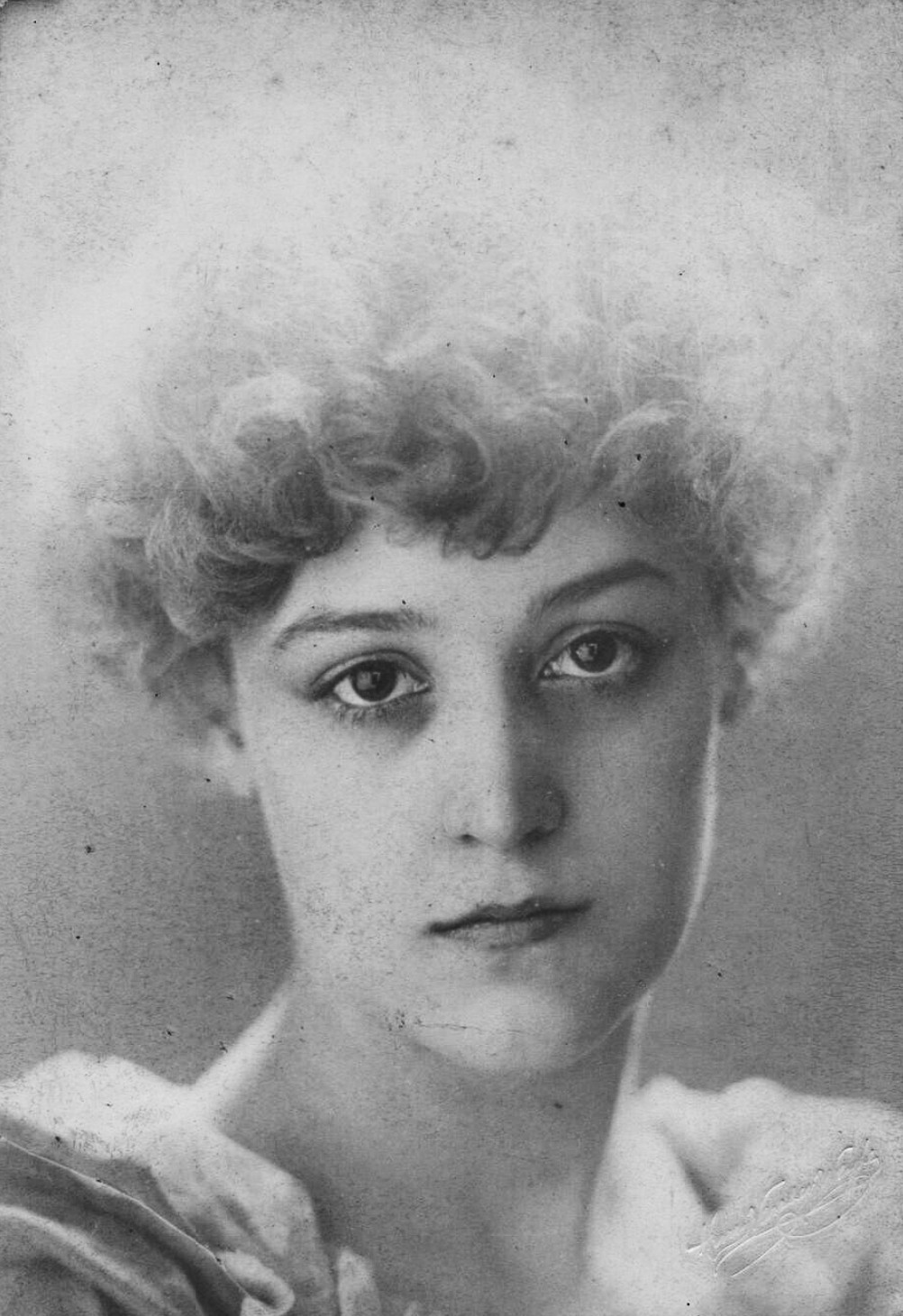
На фотографии Генри Ван дер Вейде, 1880-е
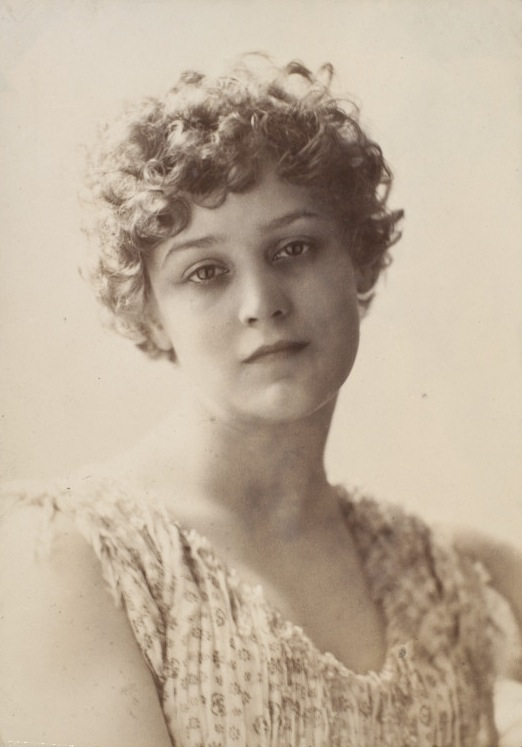
На фотографии Генри Ван дер Вейде, около 1885
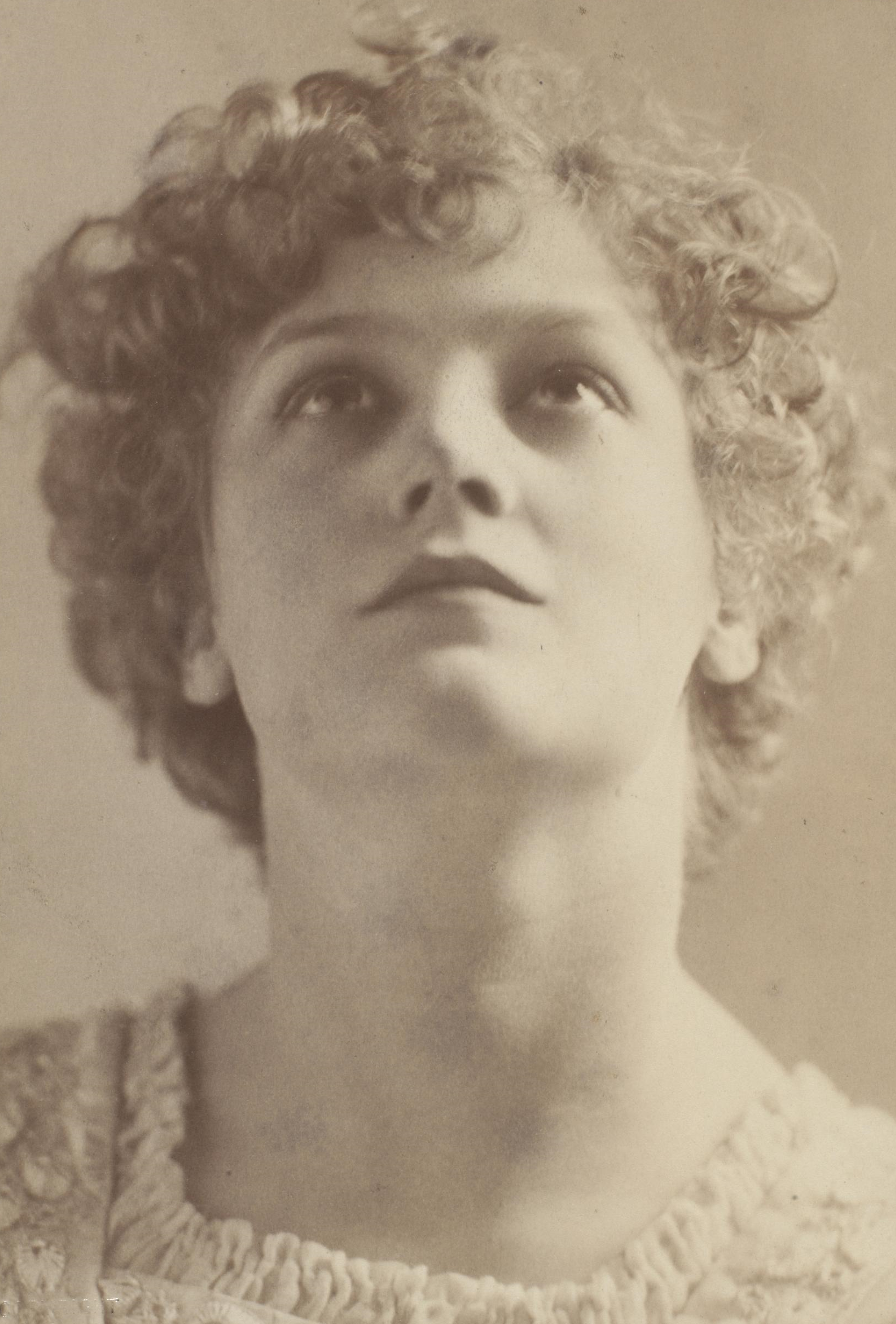
На фотографии Генри Ван дер Вейде, до 1899
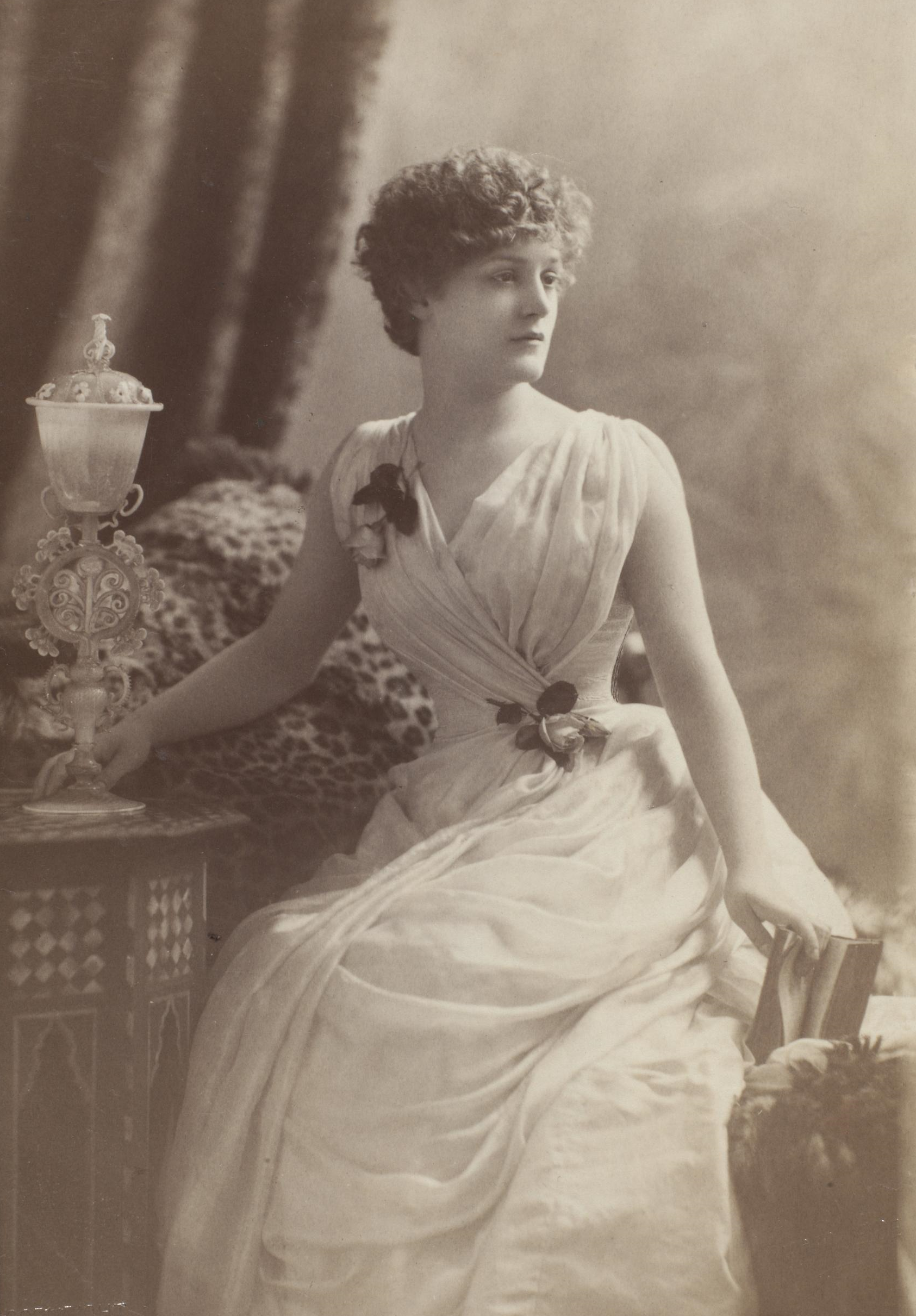
На фотографии Генри Ван дер Вейде, до 1899
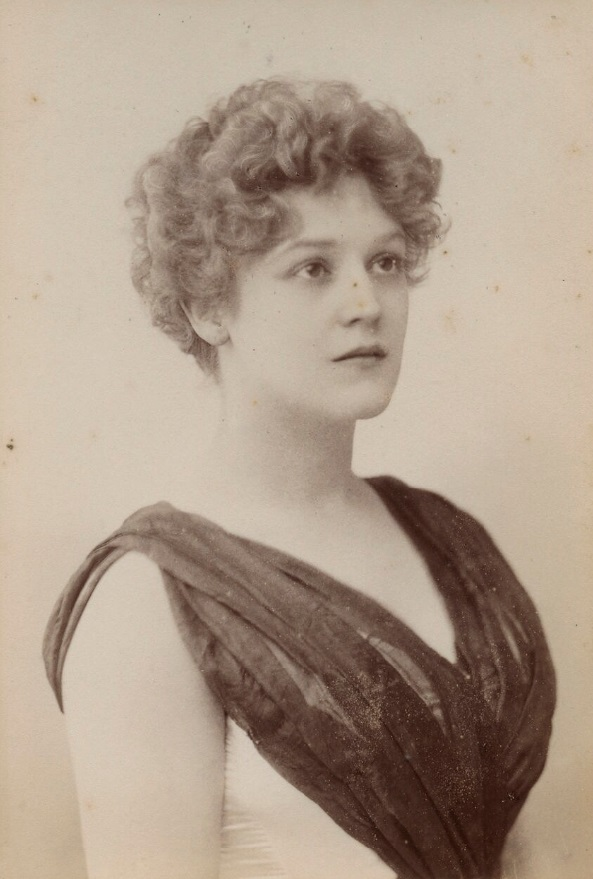
На фотографии студии W. & D. Downey, 1880-е

## Дороти Дин в художественной литературе
В 2012 году нидерландская писательница Анна А. Рос случайно наткнулась в интернете на картину «Пламенный июнь» Фредерика Лейтона и заинтересовалась судьбой модели, изображённой на ней. Она работала над романом «Суррогат» (нидерл. «Surrogaat», 2018), посвящённым Дороти, в течение пяти (или шести) лет. Рос побывала в Лондоне, а в помещении бывшей студии, где Дороти позировала Фредерику Лейтону, она писала ключевые сцены романа. Писательница посетила могилу Дороти. «Чтобы познакомиться с Дороти, я проникла в её кожу и жизнь», — утверждала она. Рос говорила: «У меня было платье, сшитое, как у Дороти, из тканей, которые использовались в то время. В этом платье я гуляла по Лондону и побывала там, где жила Дороти». Писательница, по её словам, использовала реальные факты жизни натурщицы, но, пользуясь тем, что некоторые эпизоды из биографии Дин неизвестны, превратила историю её жизни в роман. Раскрывая сюжет романа, Рос утверждала: «Она [Дороти] искала любовь всю свою жизнь. К сожалению, она не понимала, что эта любовь всегда была рядом».